# Union des républiques socialistes soviétiques
Pour les articles homonymes, voir USSR et CCCP.
Ne doit pas être confondu avec République socialiste fédérative soviétique de Russie ou Russie.
30 décembre 1922 – 26 décembre 1991
(68 ans, 11 mois et 26 jours)
Entités précédentes :
- RSS de Biélorussie (1922)
- RSFS de Russie (1922)
- RSFS de Transcaucasie (1922)
- RSS d'Ukraine (1922)
- RSP du Khorezm (1923)
- RSP de Boukhara (1924)
- Partie orientale de la République de Pologne (1939)
- Estonie (1940)
- Lettonie (1940)
- Lituanie (1940)
- Royaume de Roumanie (Bessarabie, Bucovine, Hertsa) (1940)
- République populaire du Tannou-Touva (1944)
- Finlande (Carélie, Ancien Salla et Petsamo) (1944)
- Reich allemand (territoire de Memel) (1945)
- Tchécoslovaquie (Ruthénie subcarpathique) (1945)
- Empire du Japon (Sakhaline et Kouriles) (1945)
- République populaire roumaine (îles du Danube et de la mer Noire) (1948)

Entités suivantes :
- Arménie
- Azerbaïdjan
- Biélorussie
- Estonie
- République gagaouze
- Géorgie
- Kazakhstan
- Kirghizistan
- Lettonie
- Lituanie
- République socialiste soviétique moldave du Dniestr
- Moldavie
- Ouzbékistan
- Russie (État continuateur)
- Tadjikistan
- Turkménistan
- Ukraine
- Communauté des États indépendants (1991)

L'Union des républiques socialistes soviétiques, abrégé en URSS, ou Union soviétique (en russe : Союз Советских Социалистических Республик, СССР  ; transcription : Soïouz Sovietskikh Sotsialistitcheskikh Riespoublik, SSSR ; litt. « Union des républiques socialistes des conseils »), est un ancien État fédéral transcontinental à régime communiste. Elle a été créée le 30 décembre 1922 par le Traité relatif à la formation de l'Union des républiques socialistes soviétiques et dissoute le 26 décembre 1991.
État le plus vaste du monde dès le milieu du XXe siècle, l'URSS occupait un sixième des terres émergées et s'étendait sur onze fuseaux horaires, de la mer Baltique et de la mer Noire à l'océan Pacifique, soit toute la partie nord-est de l'Eurasie. C'était la majeure partie du territoire de l'ancien Empire russe, moins la Pologne et la Finlande indépendantes depuis la guerre civile russe de 1918 à 1921, et augmentée des gains territoriaux de la période stalinienne en Europe orientale et en Extrême-Orient entre 1939 et 1945.
Le territoire de l'URSS évolue donc dans le temps, surtout durant et à l'issue de la Seconde Guerre mondiale. L'Union était composée de républiques fédérées (dont le nombre varie également selon les époques) qui sont devenues indépendantes lors de sa dislocation — tout en restant, pour la plupart, liées au sein de diverses entités — ainsi que d'un certain nombre de républiques et régions autonomes.
La formation de l'URSS fut l'une des conséquences de la révolution russe de 1917. La révolution de Février mit fin au règne des tsars dont Nicolas II fut le dernier représentant, et instaura la République russe qui fut renversée le 7 novembre 1917 par les bolcheviks lors de la révolution d'Octobre. L'un des moteurs de la création de l'URSS fut la volonté de Vladimir Lénine d'appliquer sa doctrine fédéraliste en transformant la Russie unitaire en une union de républiques formées selon le principe des territoires ethniques jouissant d'un certain degré d'autonomie culturelle locale. Sa conception s'opposait initialement à celle du nationalisme soviétique de Joseph Staline, qui voulait créer une seule république socialiste fédérative soviétique de Russie. Toutefois, Staline revint ultérieurement sur ses positions et, dans les années 1925-1939, procéda lui-même à la création de plusieurs républiques fédérées (dans le Caucase, en Carélie et en Asie centrale).
L'URSS était gouvernée par le Parti communiste de l'Union soviétique (PCUS) et tout particulièrement par son bureau exécutif : le Politburo. Tous les appareils (législatif, exécutif ou judiciaire), ainsi que la presse et la société civile dans son ensemble, étaient directement soumis à l'autorité de ce parti unique et de sa police politique (successivement Tchéka, Guépéou, NKVD, MGB, KGB…), rendant factice l'autonomie constitutionnelle des républiques fédérées et autres entités autonomes, ainsi que celle des soviets et de leur hiérarchie dont le Soviet suprême et de ses deux composantes, le Soviet de l'Union (un député pour 300 000 habitants) et le Soviet des nationalités (25 députés pour chaque république soviétique fédérée, 11 pour chaque république autonome, cinq pour chaque oblast autonome et un pour chaque okroug ou raïon autonome).
Ces pratiques, analysées dès 1970 par Andreï Amalrik comme une impasse politique, sociale et économique, produisant une perte d'espoir et de légitimité, incitèrent le gouvernement soviétique, présidé à partir de 1985 par Mikhaïl Gorbatchev, à réformer le système par une politique de glasnost (« transparence ») et de perestroïka (« restructuration »). Malgré un référendum organisé en mars 1991 au cours duquel 77,85 % des électeurs se prononcèrent en faveur de la préservation de l'Union soviétique, un coup d'État en août 1991 précipita la chute du pays. La Communauté des États indépendants (CEI) est créée le 8 décembre 1991 et quelques jours plus tard, le 25 décembre, Gorbatchev démissionne de son poste de président de l'URSS.
La fédération de Russie est l'État continuateur de l'Union soviétique et a notamment hérité de son siège de membre permanent au Conseil de sécurité des Nations unies.

## Appellation
Le mot « soviet » est la transcription du mot russe совет qui signifie « conseil », aussi bien au sens de l'avis donné à quelqu'un, que d'une assemblée de personnes.
Un certain nombre d'organisations dans l'histoire russe ont été dénommées « Conseil » (Совет), comme, dans l'Empire russe, le Conseil d'État, qui fonctionna de 1810 à 1917 et qui devint le Conseil des ministres après la révolution russe de 1905. Dans les langues locales de plusieurs républiques, le mot signifiant « des conseils » fut ultérieurement abandonné au profit du mot russe « soviet » (signe *).
Les noms de l'Union soviétique sont donc les suivants dans les langues de ses quinze républiques constitutives :
1. Russe : Союз Советских Социалистических Республик, Soyouz Sovetskikh Sotsialisticheskikh Respublik ;
2. Ukrainien : Союз Радянських Соціалістичних Республік, Soyouz Radyans'kykh Socialistychnykh Respublik ;
3. Biélorusse : Саюз Савецкіх Сацыялістычных Рэспублік, Sajuz Savieckich Sacyjalistyčnych Respublik * ;
4. Estonien : Nõukogude Sotsialistlike Vabariikide Liit ;
5. Letton : Padomju Sociālistisko Republiku Savienība ;
6. Lituanien : Tarybų Socialistinių Respublikų Sąjunga ;
7. Moldave : Униуня Републичилор советиче Сочиалисте, Uniunea Republicilor Sovietice Socialiste * ;
8. Arménien : Խորհրդային Սոցիալիստական Հանրապետությունների Միություն, Xorhrdayin Soc̕ialistakan Hanrapetowt̕yownneri Miowt̕yown ;
9. Géorgien : სოციალისტური რესპუბლიკების კავშირი, Sabch'ota sotsialist'uri resp'ublik'ebis k'avshiri * ;
10. Azéri : Совет Сосиалист Республикалары Иттифагы, Sovet Sosialist Respublikaları İttifaqı * ;
11. Turkmène : Совет Социалистик Республикалары Союзы, Sovet Sosialistik Respublikalary Soýuzy * ;
12. Ouzbek : Совет Социалистик Республикалари Иттифоқи, Sovet Sotsialistik Respublikalari Ittifoqi * ;
13. Tadjik : Иттиҳоди Ҷумҳуриҳои Шӯравии Сосиалистӣ, Ittihodi Chumhurihoi Shūravii Sosialistī * ;
14. Kazakh : Кеңестік Социалистік Республикалар Одағы, Keńestik Sotsıalıstik Respublıkalar Odaǵy ;
15. Kirghize : Советтик Социалисттик Республикалар Союзу, Sovettik Socialisttik Respublikalar Soyuzu *.

En raison de la longueur de son nom, l'État est couramment appelé « Union soviétique » Советски Союз, Sovietski Soyouz ou « URSS » СССР, SSSR. Sa « langue de communication interethnique » (язык межнационального общения) était le russe, langue de l'État, et l'alphabet cyrillique était employé pour la plupart des langues de l'Union, de sorte que les médias occidentaux et américains prirent l'habitude de l'appeler improprement « Russie » (et ses citoyens « Russes ») par abus de langage, puisque la Russie n'était que l'une des républiques constitutives (et les Russes, l'une des « nationalités » comptabilisées en URSS).

## Géographie
Héritant de la plus grande partie du territoire de l'ancien Empire russe, l'URSS a été le pays le plus étendu du monde (22 402 200 km2), avec un peuplement des plus variés, comptant plus de cent « nationalités » (ethnies) recensées, une soixantaine de langues et cinq religions. La population totale était estimée à 288 millions en 1990 (dite peuple soviétique). Aujourd'hui la Russie — ayant succédé à l'URSS — demeure toujours le pays le plus étendu du monde, toujours très divers culturellement, et administrant des centaines de minorités non-russes. Elle a conservé les frontières de jure de la république socialiste fédérative soviétique de Russie telles qu'elles étaient en 1945, à une seule exception près : l'archipel d'îles fluviales de l'Amour, à l'Ouest de Khabarovsk, partagé avec la Chine en 1991. Toutefois, des territoires contrôlés de facto par la Russie dans trois des anciennes républiques soviétiques s'y sont ajoutés depuis 1991.

## Division territoriale
Avant la constitution en 1922 de l'Union des républiques socialistes soviétiques, des républiques socialistes soviétiques ont existé de facto, mais sans former de jure une unique fédération, et sans avoir encore obtenu la reconnaissance diplomatique de la communauté internationale. Pendant l'« affaire géorgienne », Vladimir Ilitch Lénine appela les États-nations issus de la dislocation de la République russe à rejoindre la nouvelle Russie soviétique pour former une union plus grande, qu'il envisagea d'appeler « Union des républiques soviétiques d'Europe et d'Asie » (en russe : Союз Советских Республик Европы и Азии, Soïouz Sovietskikh Riespoublik Evropy i Azii). Staline pour sa part proposa le nom d'« Union des républiques socialistes soviétiques » en 1922, mais il ne fut officiellement adopté qu'en [1924], sous cette forme, bien que jusqu'en 1936 la dénomination des diverses composantes fut celle de « soviétique socialiste » (et non « socialiste soviétique »).

### Subdivisions territoriales entre 1918 et 1922
Entre une douzaine et une quinzaine de républiques socialistes soviétiques se sont succédé sur les territoires de la première république russe qu'elles ont remplacée après la révolution d'Octobre : leurs intitulés et leur organisation ont varié, certaines se divisant, d'autres se réunissant ; plusieurs n'étaient que des proclamations ne contrôlant pas de territoire :
- La république socialiste fédérative soviétique de Russie de 1917 s'agrandira en 1922 en absorbant les républiques méridionales proches du Caucase et la république asiatique de l'Extrême orient mais rétrécit ensuite en Asie centrale (Turkestan russe) lors de la création des républiques de cette région, comme le Kazakhstan soviétique créé en 1936.
- La Finlande bolchévique ne parvînt pas à vaincre la Finlande indépendantiste que les soviétiques appelèrent « Finlande bourgeoise ».
- L'Estonie bolchévique ne parvînt pas à vaincre l'Estonie indépendantiste que les soviétiques appelèrent « Estonie bourgeoise ».
- La république soviétique socialiste de Lettonie ne parvînt pas à vaincre la Lettonie indépendantiste que les soviétiques appelèrent « Lettonie bourgeoise ».
- La République socialiste soviétique lituano-biélorusse fut partagée en 1921 entre la Pologne et la Lituanie indépendantes que les soviétiques appelèrent « Pologne et Lituanie bourgeoises », et la Biélorussie soviétique.
- La république soviétique de Donetsk-Krivoï-Rog fut intégrée à la RSS d'Ukraine en 1922.
- La république soviétique d'Odessa fut intégrée à la RSS d'Ukraine en 1922.
- La république socialiste soviétique de Bessarabie de 1919 ne parvînt pas à conquérir la République démocratique moldave (« bourgeoise ») de 1917, qui s'était unie à la Roumanie en 1918 (union que l'URSS n'a jamais reconnue).
- En Ciscaucasie, la république soviétique du Kouban et celle de la mer Noire s'unirent en 1919 pour former la république soviétique du Kouban et de la mer Noire, réunie à son tour avec la république soviétique de Stavropol et celle du Terek pour former la République soviétique nord-caucasienne, elle-même intégrée en 1922 à la république socialiste fédérative soviétique de Russie.
- La république socialiste soviétique d'Abkhazie fut ultérieurement intégrée à la république socialiste soviétique de Géorgie en tant que RSSA (région autonome).
- La république socialiste fédérative soviétique de Transcaucasie sera divisée en 1936 en trois RSS : Géorgie, Arménie et Azerbaïdjan.
- La république soviétique populaire du Khorezm (ancien Khanat de Khiva) sera partagée en 1936 entre les RSS ouzbèque et turkmène.
- La république soviétique populaire de Boukhara (ancien Émirat de Boukhara) sera partagée en 1936 entre les RSS ouzbèque et turkmène.

### Organisation territoriale entre 1922 et 1941
Entre 1922 et 1940, les républiques soviétiques sont cette fois membres de jure de l'Union, elle-même pourvue d'une constitution et internationalement reconnue à partir du traité de Rapallo ; elles se sont ainsi constituées :

Carte de l'Union soviétique en 1922 (la RSFS de Russie est indiquée en rouge).

Carte de l'Union soviétique en 1937.

| République soviétique                                        | Date de création | État indépendant actuel              |
| ------------------------------------------------------------ | --- | ------------------------------------ |
| République socialiste soviétique d'Arménie                   | 2 décembre 1920 | Arménie                              |
| République socialiste soviétique d'Azerbaïdjan               | 28 avril 1920 | Azerbaïdjan                          |
| République socialiste soviétique de Biélorussie              | 1er janvier 1919 | Biélorussie                          |
| République soviétique socialiste de Boukhara                 | 19 septembre 1924 (dissoute le 27 octobre 1924) | Ouzbékistan Tadjikistan Turkménistan |
| République socialiste soviétique carélo-finnoise             | 31 mars 1940 Détachée de la RSFS de Russie et agrandie d'une partie de la Carélie finnoise prise à la Finlande, elle fut réintégrée en 16 juillet 1956 à la RSFS de Russie en tant que RSSA de Carélie | Russie                               |
| République socialiste soviétique d'Estonie                   | 21 juillet 1940 | Estonie                              |
| République socialiste soviétique de Géorgie                  | 25 février 1921 | Géorgie                              |
| République socialiste soviétique kazakhe                     | 5 décembre 1936 | Kazakhstan                           |
| République soviétique socialiste du Khorezm                  | 30 octobre 1923 (dissoute le 27 octobre 1924) | Kazakhstan Ouzbékistan Turkménistan  |
| République socialiste soviétique kirghize                    | 5 décembre 1936 | Kirghizistan                         |
| République socialiste soviétique de Lettonie                 | 21 juillet 1940 | Lettonie                             |
| République socialiste soviétique de Lituanie                 | 3 août 1940 | Lituanie                             |
| République socialiste soviétique moldave                     | 2 août 1940 | Moldavie                             |
| République socialiste soviétique d'Ouzbékistan               | 27 octobre 1924 | Ouzbékistan                          |
| République socialiste fédérative soviétique de Russie        | 23 janvier 1918 | Russie                               |
| République socialiste soviétique du Tadjikistan              | 5 décembre 1929 | Tadjikistan                          |
| République socialiste fédérative soviétique de Transcaucasie | 12 mars 1922 (dissoute le 5 décembre 1936) | Arménie Azerbaïdjan Géorgie          |
| République socialiste soviétique du Turkménistan             | 27 octobre 1924 | Turkménistan                         |
| République socialiste soviétique d'Ukraine                   | 10 mars 1919 | Ukraine                              |

À ces républiques membres de l'Union, s'ajoutaient deux États-satellites, soviétiques de facto mais indépendants de jure qui furent les deux premiers pays communistes après l'URSS et avant la constitution du « bloc de l'Est » :
| République socialiste sous influence soviétique | Date de création | États successeurs actuels     |
| ----------------------------------------------- | ---------------- | ----------------------------- |
| République populaire touvaine                   | 14 août 1921     | Russie (Ouest) Mongolie (Est) |
| République populaire mongole                    | 26 novembre 1924 | Mongolie                      |

### Organisation territoriale entre 1939 et 1941
Grâce à la mise en application du pacte germano-soviétique (en 1939 et en 1940), le territoire de l'Union soviétique s'agrandit sans combats de 388 892 km2 aux dépens des pays baltes (166 583 km2), de la Pologne (172 171 km2) et de la Roumanie (50 138 km2), avançant la frontière soviétique vers l'Ouest de 300 km en moyenne, agrandissant les républiques socialistes soviétiques de Biélorussie et d'Ukraine, et intégrant quatre nouvelles républiques : l'Estonie, la Lettonie, la Lituanie et la Moldavie.

### Organisation territoriale entre 1941 et 1954
En 1941, l'offensive allemande contre l'URSS remet pour quatre ans en question l'organisation territoriale de 1939 : les occupants mettent en place leur propre administration avec les « Commissariats du Reich » des « Pays de l'Est » regroupant les pays baltes et la Biélorussie, et « d'Ukraine », auxquels s'ajoutent à l'Est une vaste zone sous administration militaire directe en Russie occidentale, et au Sud une petite zone d'occupation roumaine en Podolie. Ces structures disparaissent en 1944 à mesure que les contre-offensives de l'Armée rouge permettent au gouvernement soviétique de reprendre le contrôle de ces territoires. L'organisation de 1939-1940 est alors rétablie jusqu'en 1954 lorsque certains changements sont opérés : par exemple, la République socialiste soviétique carélo-finnoise est réintégrée à celle de Russie, qui de son côté cède la Crimée à la république socialiste soviétique d'Ukraine.

### Organisation territoriale entre 1954 et 1991
Entre 1954 et 1991, l'Union soviétique compta quinze républiques socialistes soviétiques (RSS) :
| RSFS de Russie Ukraine Biélorussie RSS kazakhe Arm. Aze. Géorgie Ouzbékistan Turkménistan Tadjikistan Kirghizie Est. Let. Lit. Mol. |

| N° | République soviétique                                 | Date de création | État indépendant actuel |
| -- | ----------------------------------------------------- | ---------------- | --- |
| 1  | République socialiste soviétique d'Arménie            | 2 décembre 1920  | Arménie |
| 2  | République socialiste soviétique d'Azerbaïdjan        | 28 avril 1920    | Azerbaïdjan (de jure) et Artsakh (de facto dans le Haut-Karabagh)                                                                                       |
| 3  | République socialiste soviétique de Biélorussie       | 1er janvier 1919 | Biélorussie |
| 4  | République socialiste soviétique d'Estonie            | 21 juillet 1940  | Estonie |
| 5  | République socialiste soviétique de Géorgie           | 25 février 1921  | Géorgie (de jure) et Abkhazie, Alanie (États non reconnus internationalement, de facto dans ces deux anciennes républiques autonomes)                   |
| 6  | République socialiste soviétique kazakhe              | 5 décembre 1936  | Kazakhstan |
| 7  | République socialiste soviétique kirghize             | 5 décembre 1936  | Kirghizistan |
| 8  | République socialiste soviétique de Lettonie          | 21 juillet 1940  | Lettonie |
| 9  | République socialiste soviétique de Lituanie          | 3 août 1940      | Lituanie |
| 10 | République socialiste soviétique moldave              | 2 août 1940      | Moldavie (de jure) et Transnistrie (État non reconnu internationalement, de facto le long du Dniestr)                                                   |
| 11 | République socialiste fédérative soviétique de Russie | 23 janvier 1918  | Russie |
| 12 | République socialiste soviétique du Tadjikistan       | 5 décembre 1929  | Tadjikistan |
| 13 | République socialiste soviétique du Turkménistan      | 27 octobre 1924  | Turkménistan |
| 14 | République socialiste soviétique d'Ukraine            | 10 mars 1919     | Ukraine (de jure) et Russie (de facto pour la Crimée, les républiques populaires de Donetsk et Lougansk ainsi que les oblasts de Kherson et Zaporijjia) |
| 15 | République socialiste soviétique d'Ouzbékistan        | 27 octobre 1924  | Ouzbékistan |

Chaque république fédérée était organisée en « régions » (oblasts) à leur tour divisées en « arrondissements » (rayons), sauf les cinq petites RSS d'Estonie, Lettonie, Lituanie, Moldavie et Arménie qui étaient directement divisées en rayons. La RSFS de Russie disposait, en plus, de « confins » (kraïs). Certains des oblasts et des kraïs comptaient des districts ou des arrondissements autonomes. Certaines républiques fédérées (Russie, Géorgie, Azerbaïdjan, Ouzbékistan et Tadjikistan) avaient aussi dans leur structure des républiques autonomes. Les républiques musulmanes d'Asie centrale étaient des créations artificielles de Staline, qui ont été découpées sans tenir compte des réalités géographiques ou ethniques.
Une partie de la communauté internationale considérait les trois républiques baltes comme annexées illégalement par l’Union soviétique.

### Entités territoriales post-soviétiques

#### Communauté des États indépendants (1991) et ses réformes
La Communauté des États indépendants (CEI), créée le 8 décembre 1991, est une entité intergouvernementale composée de dix anciennes républiques soviétiques. Conformément à ses instruments constitutifs, les accords de Minsk et d'Alma-Ata, la CEI est dépourvue de personnalité juridique internationale. Pour cette raison, la communauté des anciennes républiques soviétiques n'est pas une organisation internationale. Ses membres sont l'Arménie, l'Azerbaïdjan, la Biélorussie, le Kazakhstan, le Kirghizistan, la Moldavie, l'Ouzbékistan, la Russie, le Tadjikistan et le Turkménistan qui dispose du statut d'état associé. La Géorgie quitta la communauté à la suite des événements en Ossétie du Sud de 2008 et l'Ukraine met fin à sa participation à la CEI en 2018.
Au début des années 2000, les réformes de la CEI contribuent à créer l'Organisation du traité de sécurité collective (OTSC) et la Communauté économique eurasiatique (Eurasec).
- L'Organisation du traité de sécurité collective (2002), une organisation reprenant à son compte la consistance politico-militaire de la CEI et regroupant actuellement[C'est-à-dire ?] la Russie, la Biélorussie, l'Arménie, le Kazakhstan, l'Ouzbékistan, le Kirghizistan et le Tadjikistan[10].
- La Communauté économique eurasiatique ou Eurasec (2000) est une communauté de coopération reprenant à son compte le programme socio-économique de la CEI dans le cadre de cette dernière et regroupant la Russie, la Biélorussie, le Kazakhstan, le Tadjikistan, le Kirghizistan et l'Ouzbékistan (ce dernier s'est auto-suspendu) ; l'Ukraine, la Moldavie et l'Arménie sont des états observateurs participant activement à certains projets. En 2006, la Communauté économique centre-asiatique fusionne dans l'Eurasec pour finir par former une nouvelle Union économique eurasiatique le 1er janvier 2015.

#### Union économique eurasiatique
L'Union économique eurasiatique (ou Union économique eurasienne) est une organisation supranationale fondée sur le modèle de l'Union européenne et du traité de Maastricht de 1992. Elle est effective depuis le 1er janvier 2015. Englobant une union douanière et économique, elle intègre actuellement[C'est-à-dire ?] la Russie, la Biélorussie, le Kazakhstan, l'Arménie, le Kirghizistan et pourrait s'étendre au Tadjikistan. Proche du projet de l'Union des républiques souveraines imaginé par Gorbatchev en 1991, bon nombre d'observateurs, en particulier les États-Unis, mettent en garde la Russie face à une refondation de l'Union soviétique sous une nouvelle forme.

#### Union de l'État fédéral de la Russie et de la Biélorussie (1996)
L'Union de la Russie et de la Biélorussie est une union politico-économique de type confédéral entre les deux pays slaves (Russie et Biélorussie). La Serbie, l'Abkhazie, et l'Ossétie du Sud y ont un rôle d'observateur. C'est une des unions post-soviétiques les plus avancées.

#### États partiellement reconnus ou non reconnus
Si la fédération de Russie est le continuateur de l'Union soviétique et si l'indépendance des quatorze autres anciennes républiques socialistes soviétiques a été reconnue internationalement, plusieurs autres états issus de la dislocation de l'URSS n'ont pas été reconnus par la communauté internationale (ou seulement partiellement). Deux d'entre eux, situés en Russie, ont été remis par celle-ci dans le rang de ses républiques fédérales : il s'agit du Tatarstan et de la Tchétchénie. Quatre autres, situés hors de Russie, ont en revanche été soutenus par celle-ci et, pour deux d'entre eux (signe *), officiellement reconnus par elle : l'Abkhazie*, le Haut-Karabagh, l'Ossétie du Sud-Alanie* et la Transnistrie. En outre, la République de Crimée, la république populaire de Donetsk, la république populaire de Lougansk, l’oblast de Kherson et l’oblast de Zaporijjia, qui selon le droit international font partie de l’Ukraine, ont été annexés par la fédération de Russie.

## Histoire

### Origines de l'Union soviétique: révolution russe et guerre civile (1917-1921)

Discours de Lénine.

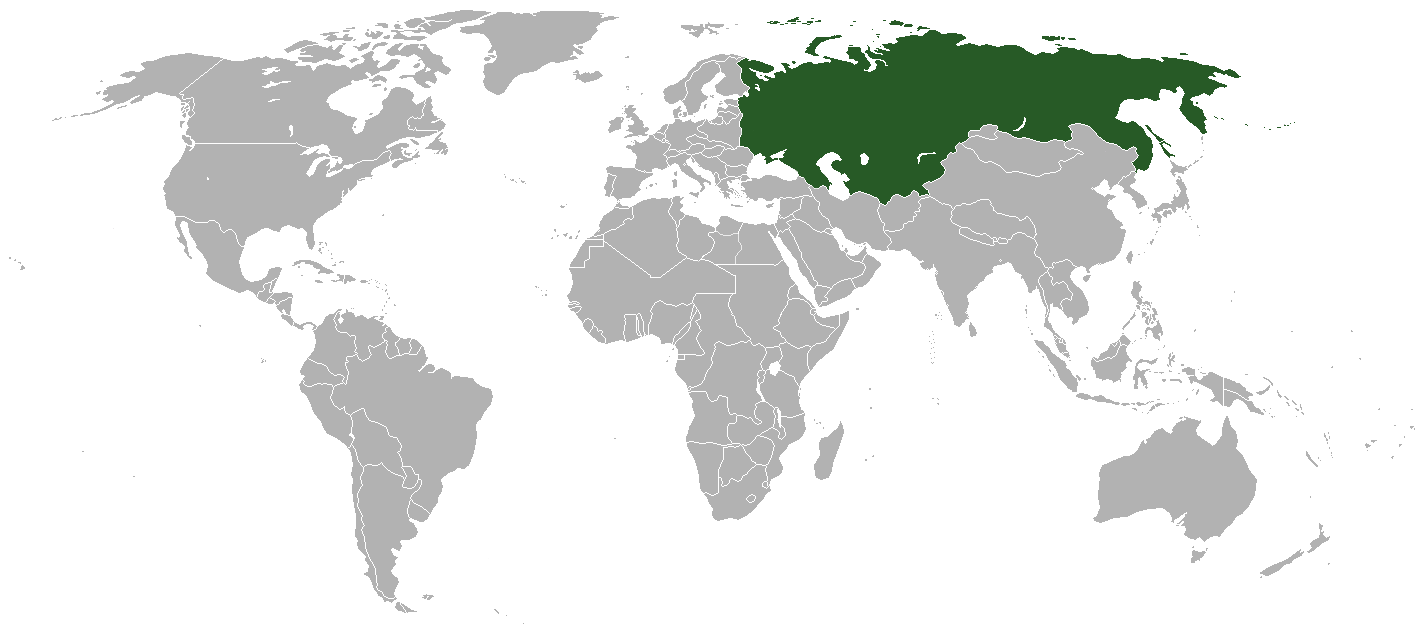
Localisation de l'URSS en 1922.

#### Prémices
Dès le XIXe siècle, la Russie tsariste connaît une agitation révolutionnaire qui s'aggrave après une révolution réprimée en 1905 et la défaite russe lors de la guerre russo-japonaise. Le mécontentement populaire culmine début 1917 à la suite des pénuries causées par la Première Guerre mondiale et aboutit à la chute du gouvernement impérial et à l'abdication de Nicolas II en mars 1917 lors de la révolution de Février.
Le nouveau gouvernement de coalition démocrate de la nouvelle république russe veut respecter, vis-à-vis des Alliés, l'engagement de la Russie dans la guerre. Mais cet effort est largement refusé par une armée et un pays exsangues : le gouvernement d'Alexandre Kerenski perd ses appuis dans la population et la classe ouvrière tandis qu'à l'été 1917, un vaste soulèvement paysan spontané procède de lui-même au partage des terres. De leur côté, les forces réactionnaires, regroupées autour du général Lavr Kornilov, tentent vainement un coup d'État (« affaire Kornilov »). L'État perd progressivement son autorité sur le pays et l'armée se débande.

#### Révolution de 1917

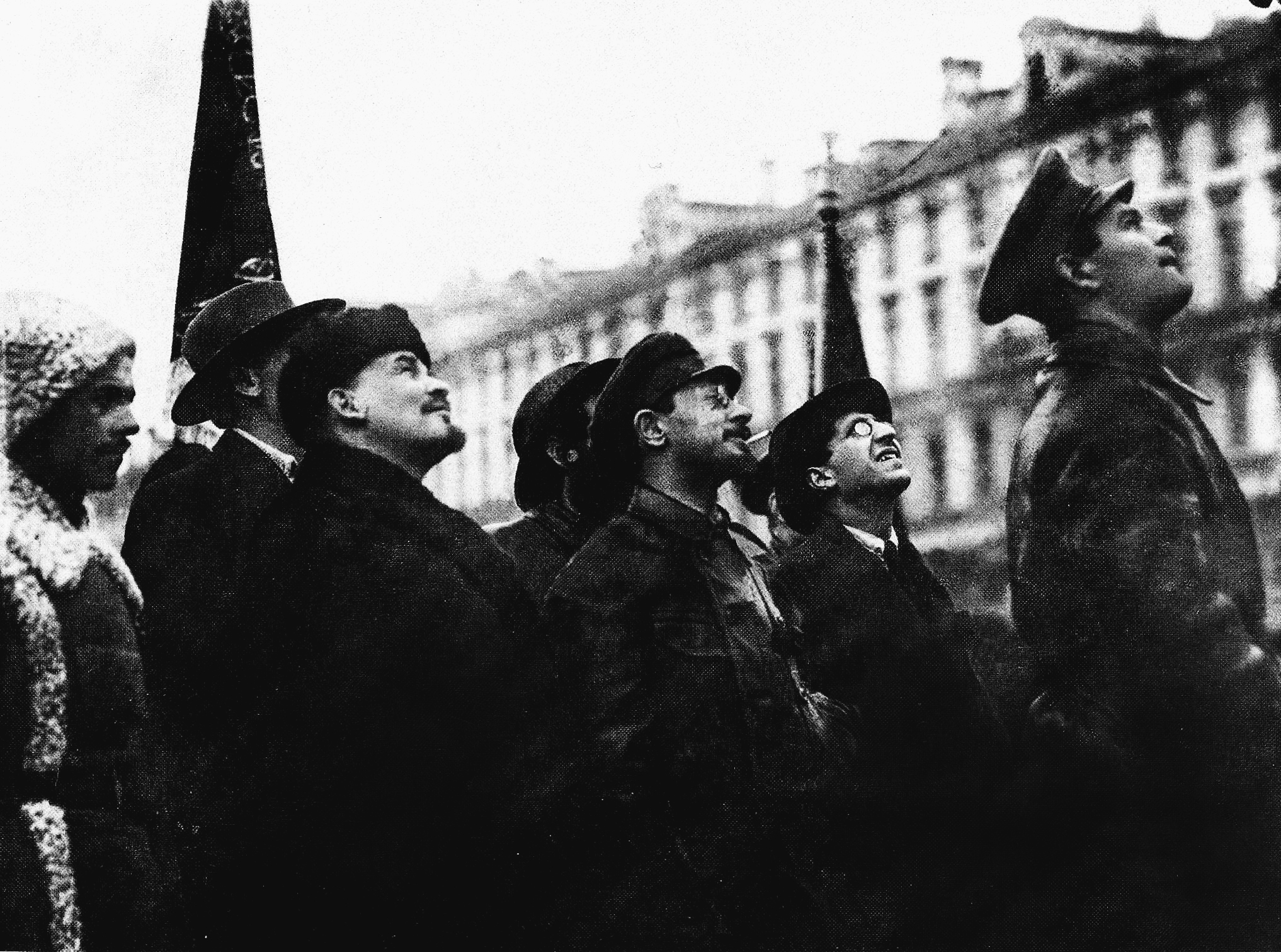
Lénine et Iakov Sverdlov, 1918

Le Parti bolchevique, parti révolutionnaire marxiste mené par Vladimir Ilitch Lénine, devient progressivement majoritaire parmi les socialistes dans les conseils politiques ouvriers et paysans dits « soviets ». Le 25 octobre (selon l'ancien calendrier julien) ou le 7 novembre 1917, il renverse le gouvernement provisoire par un coup d'État dit « révolution d'Octobre ». Le slogan de la révolution qui emporte l'adhésion des masses populaires est simple et percutant : « Usines aux ouvriers, terres aux paysans, paix aux peuples ! », ce qui signifie nationalisations et armistice.
Ainsi, la jeune république bolchevique décide de se sortir de la Première Guerre mondiale en concluant une paix séparée avec l'Empire allemand, qui a facilité le voyage de Lénine de la Suisse vers la Russie. Un armistice signé en décembre 1917 aboutit au traité de Brest-Litovsk en mars 1918 par lequel la Russie laisse l'Empire allemand occuper et exploiter 3,6 % de son territoire, 26 % de sa population, 32 % de sa production agricole, 23 % de sa production industrielle et 75 % de ses réserves de charbon. Le territoire occupé comprend l'Ukraine, la Biélorussie, les pays baltes et la Pologne que, de toute manière, les bolchéviks ne contrôlaient pas, mais qu'ils récupéreront après la défaite allemande de novembre 1918, au terme de la guerre civile russe, sauf les pays baltes, la Pologne et la Bessarabie (Moldavie) que l'URSS occupera en 1940, sans guerre, grâce au pacte germano-soviétique.
L'État soviétique supprime (nationalise) la propriété privée industrielle ou immobilière, les commerces et les banques. À la place, une propriété d'État est instaurée sur la quasi-totalité des moyens de production, sauf agricoles. Le marché libre disparaît et l'État acquiert le monopole du commerce intérieur et extérieur, du logement, des transports, de la distribution d'eau et d'énergie. Cette tendance au capitalisme d'État est néanmoins critiquée par des communistes comme Nikolaï Ossinski.
Lénine annule également les engagements russes sur les emprunts obligataires qui avaient été contractés par le gouvernement tsariste dans le but d'industrialiser le pays, développer les voies ferrées et financer la guerre.

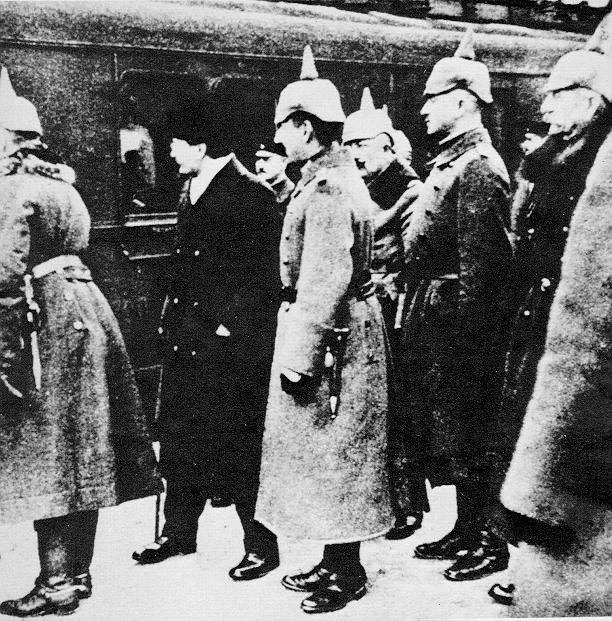
La délégation soviétique, avec Léon Trotski, est accueillie par des officiers allemands à Brest-Litovsk, photo de presse, 8 janvier 1918.

La jeune RSFS de Russie créée par la Constitution de 1918 fonctionne selon un principe fédéral, dont le principe de gouvernance est le « centralisme démocratique », une définition de jure de ce qui est de facto une dictature du parti unique au nom de la « dictature du prolétariat ». Le pouvoir législatif est théoriquement exercé par le « congrès panrusse des Soviets », lequel mandate le « Comité exécutif central panrusse », tant en matière législative qu'exécutive. Il appartient ainsi au Comité exécutif de contrôler le « Conseil des commissaires du peuple », lequel, avec Lénine à sa tête, a la charge de gouverner la RSFS de Russie. Cette apparence de démocratie ne résiste pas à une analyse plus poussée : noyauté et contrôlé totalement par les bolcheviks, le congrès des Soviets, son Comité exécutif et donc le Conseil des commissaires du peuple, sont aux mains de Lénine et de ses camarades, et en particulier du Politburo du PCUS.
Ensuite, le pouvoir d'État devient bien plus arbitraire en raison de la guerre civile, combinée à l'intervention ouverte des États occidentaux, qui fait rage jusqu'en 1921.

#### «Communisme de guerre» (1918-1921)
Pour faire face aux forces d'opposition pendant la guerre civile russe, soutenues par divers pays étrangers (Allemagne, Angleterre, France, Japon, États-Unis), le gouvernement bolchévik décrète le « communisme de guerre », dont les mesures essentielles sont :
- dissolution dès sa première séance de l'Assemblée constituante élue au suffrage universel (janvier 1918) ; les bolcheviks, majoritaires dans les villes, y sont minoritaires (25 % des voix) en raison du vote des campagnes en faveur du Parti socialiste révolutionnaire (60 % des voix)[13] ;
- interdiction de l'entreprise privée ;
- nationalisation des industries et du commerce ;
- production planifiée de manière centralisée par le gouvernement ;
- rationnement et centralisation de la distribution de nourriture ;
- réquisition de la production agricole au-delà du minimum vital pour les paysans ;
- travail obligatoire des paysans ;
- travaux forcés des détenus (dont les opposants au gouvernement) ;
- stricte discipline pour les travailleurs (les grévistes peuvent être fusillés) ;
- censure de la presse et de la radio, qui tombent dans les mains du parti bolchevik ;
- création, en décembre 1917, d'une police politique et de tribunaux d'exception, chargés d'arrêter, juger et condamner par des « méthodes expéditives » les « ennemis du régime » qualifiés de « poux » et d'« agents capitalistes » : la Tchéka — connue ensuite sous différents noms : GPU, MVD, NKVD (Narodnyi Komissariat Vnutrennih Del), et finalement KGB en 1953 —. Elle est aussi chargée de la traque des dissidents, de leur expulsion du Parti et de leur condamnation pour « activités contre-révolutionnaires ». Sont ciblés les socialistes révolutionnaires, les anarchistes, les mencheviks, les socialistes-révolutionnaires de gauche, les sionistes, les bundistes, les pacifistes, les démocrates, les libéraux du Parti constitutionnel démocratique, et, bien sûr, les « Blancs » (partisans de la monarchie) ;
- création de l'Armée rouge le 23 février 1918 : ses soldats sont recrutés d'abord sur la base du volontariat, puis par conscription ;
- création en mars 1919 à Moscou de la IIIe Internationale (ou Komintern), officiellement pour être l'instrument de la « révolution mondiale » ; les partis communistes étrangers doivent se soumettre aux vingt-et-une conditions d'adhésion, écrites en juillet 1920 ; les révolutions de 1919 en Allemagne et en Hongrie, ainsi que les grèves dans la plupart des pays européens laissent les bolcheviks espérer que la grande révolution prolétarienne devient mondiale, mais l'écrasement des spartakistes en Allemagne et celui du régime hongrois de Béla Kun mettent fin à ces espoirs.

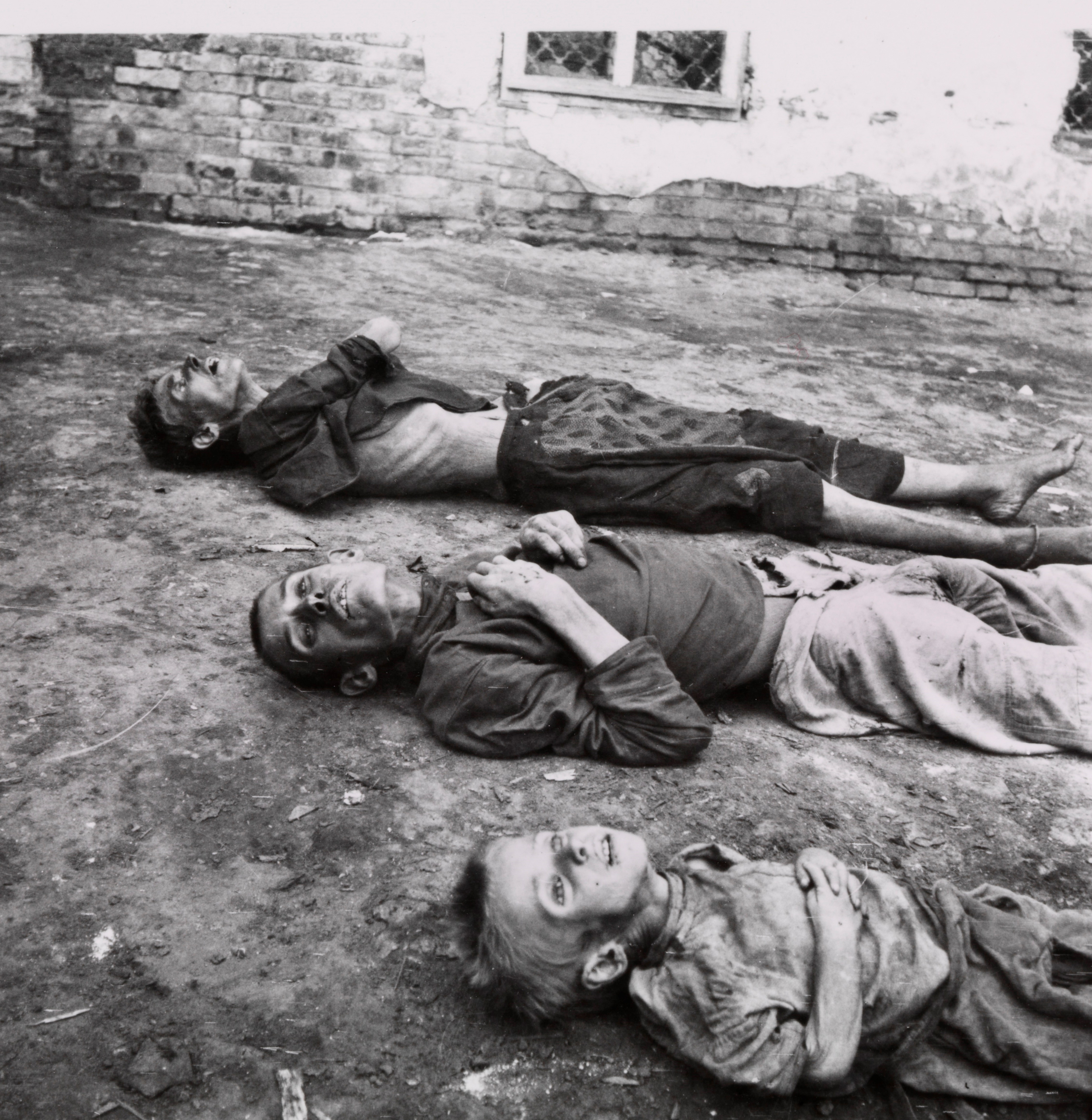
Victimes de la famine soviétique de 1921-1922.

Grâce au « communisme de guerre », Lénine et le parti bolchevik parviennent à se maintenir au pouvoir face aux forces réactionnaires, aux interventionnistes étrangers, à l'armée anarchiste de Makhno (Makhnovchtchina) qui tient le sud de l'Ukraine, et aux « armées vertes » créées par les paysans en révolte à la fois contre les Blancs et les bolcheviks. Grâce à la division et à l'absence de coordination entre leurs ennemis, les bolchéviks sortent vainqueurs de la guerre civile, et le danger d'une restauration monarchique ou républicaine démocratique est écarté. Mais les difficultés intérieures ne cessent pas : le 18 mars 1921, l'Armée rouge réprime dans le sang la révolte de Kronstadt, dont les marins avaient exigé le retour au « pouvoir des soviets » et la fin du monopole bolchevique.
Sur le plan territorial, la Russie bolchevique perd les pays baltes, la Finlande, la Pologne (qui sauvegarde son indépendance à l'issue de la guerre soviéto-polonaise) et la Moldavie (qui s'unit à la Roumanie). Mais après des luttes confuses, et entre 1920 et 1922, les bolchéviks intègrent l'Ukraine (qui avait elle aussi proclamé son indépendance), la Géorgie, l'Arménie et l'Asie centrale, reprises de force dans le giron russe.
La guerre civile, l'embargo des puissances occidentales sur la Russie soviétique et la politique d'expropriation de biens des paysans afin de nourrir les soldats de l'Armée rouge conduisent à une grande famine provoquant la mort de millions de Russes, surtout dans le bassin de la Volga en 1921-1922.

#### Naissance d'un État fédéral (1922-1923)

Drapeau de l'URSS de 1936 à 1955.

#### Création
L'Union des républiques socialistes soviétiques fut proclamée le 30 décembre 1922, date de la signature du traité d'union (à la suite d'une déclaration préalable) entre la RSFS de Russie, la RSFS de Transcaucasie, la RSS d'Ukraine et la RSS de Biélorussie. Ce traité est ratifié le 30 décembre 1922 par le premier congrès des Soviets d'URSS.
À cette époque, des processus d'unification de peuples et de nations se généralisent non seulement en Europe et en Asie mais à travers le monde : avec la formation de la Confédération canadienne en 1867, l'unification de l'Allemagne en 1871, celle de la Bulgarie en 1885, l’Unification de l’Arabie saoudite en 1902, le temps semblait venu pour l'Union des Républiques socialistes soviétiques.
Ce nouvel État, même s'il a perdu des territoires en comparaison de l'Empire russe, reste le plus vaste pays du monde mais n'est pas encore internationalement reconnu.

Premier drapeau de la Russie soviétique, en 1918.

Une constitution fut rédigée en 1923 ; l'union regroupa plusieurs républiques fédérées dont les frontières furent constituées selon une répartition démographique correspondant à un peuple dans sa définition soviétique. L'URSS fut donc un État fédéral dans lequel chaque république était, en théorie, égale en droits aux autres. Dans les faits, le PCUS (et au début le RSDRP) et la Tchéka surveillent étroitement ces républiques dont les premiers secrétaires du Parti furent désignés par Moscou.

#### Soviets à partir de 1917
Le PCUS devint rapidement le seul parti du pays. Théoriquement le pays était gouverné par des « Soviets » démocratiquement élus au niveau régional et local mais en pratique, le pouvoir du Politburo est absolu et chaque niveau décisionnel applique les directives transmises par le niveau supérieur, sous la surveillance de la police politique.

### Union soviétique de l'entre-deux-guerres

#### NEP (de 1921 à 1929)
Après la guerre civile (1921), le pays se trouve dans une situation humanitaire et économique désastreuse. La famine fait cinq millions de morts dans le bassin de la Volga, et les paysans se soulèvent sporadiquement contre les réquisitions. Ce mécontentement prend une ampleur inquiétante en mars 1921 avec la révolte de Kronstadt, ville pionnière de la révolution, abritant l'amirauté et les forces navales de la mer Baltique défendant Petrograd. Conscient que la répression, aussi dure soit-elle, ne suffit pas à enrayer le mouvement, Lénine décida d'assouplir la politique du régime, et mit en œuvre la « Nouvelle politique économique » (NEP), libéralisation économique donnant droit à une production privée limitée, notamment aux agriculteurs. Les réquisitions sont ainsi remplacées par un impôt en nature peu élevé.
Pour expliquer le passage à la NEP, Lénine déclare: « nous ne sommes pas assez civilisés pour pouvoir passer directement au socialisme, encore que nous en ayons les prémices politiques », se référant au fait que la Russie était encore une société essentiellement agraire avec une base industrielle insuffisante, ne remplissant pas les critères permettant le passage au socialisme tel que défini par Karl Marx. La NEP devait aussi rassurer les pays occidentaux capitalistes.
La NEP atteint les résultats escomptés en permettant à l'économie de se relever des conséquences désastreuses de la guerre. La famine rampante disparaît virtuellement et la classe paysanne retrouve son auto-suffisance ; certains paysans parviennent même à produire des surplus et à alimenter les villes : ils sont appelés koulaks tandis que dans les agglomérations, les artisans et commerçants autonomes sont appelés nepmen : les deux catégories sont, aux yeux de la police politique et d'une frange importante du Parti bolchevique, suspectes de former une nouvelle « classe de parasites », une nouvelle aristocratie rurale, une nouvelle bourgeoisie riche. Ces critiques voient la NEP comme une « trahison des principes socialistes » et veulent un retour rapide à une économie intégralement contrôlée et planifiée par le Parti.
Il semble qu'à sa mort, Lénine considérait que la NEP devrait être maintenue, tout du moins n'a-t-il jamais fixé, ni même évoqué, la date de son arrêt. Ainsi, à l'approche de sa succession, les oppositions au sein du Politburo se cristallisèrent autour de la NEP.

### Succession de Lénine (1922-1929)

#### Maladie de Lénine et prise en main du Parti par Staline
Dès 1922, la santé de Lénine décline à la suite d'attaques cérébrales, conséquences d'un attentat dont il fut victime en 1918. La lutte pour sa succession aboutira à l'accession au pouvoir suprême de Joseph Staline, ayant appartenu au premier cercle d'adhérents au Parti (entrée en 1904), bien que Lénine ne l'appréciait plus beaucoup, déclarant même dans son testament (janvier 1923) qu'il fallait démettre de ses fonctions cet homme « trop brutal, et ce défaut, pleinement supportable dans les relations entre nous, communistes, devient intolérable dans la fonction de secrétaire général ».
L'ascension de Staline débute lorsqu'il devient secrétaire général du Parti le 3 avril 1922, poste-tremplin obtenu grâce à sa prudence (peu de prises de position), ses relations de longue date et sa loyauté apparente à l'appareil du Parti. Toutefois Léon Trotski, ayant acquis dès 1902 l'estime de Lénine et fondé l'Armée rouge, n'est pas dupe, mais Trotski a des handicaps : il a été proche des mencheviks, a adhéré tardivement au Parti bolchevik (1917) et a parfois opposé des objections à Lénine sur certains points pendant les congrès du parti, alors que Staline se présente comme un loyal serviteur du fondateur de l'URSS, ne l'ayant jamais contredit.
Pour évincer Trotski du gouvernement, Staline s'associe dès 1923, du vivant de Lénine, à Lev Kamenev, ayant lui aussi adhéré dès 1905, et à Grigori Zinoviev, haut dirigeant du Komintern, ami intime de Lénine depuis 1905, convaincu d'être son légitime successeur et ayant lui aussi proposé un temps l'alliance avec les mencheviks.

#### Décès de Lénine et ascension de Staline
En 1926, deux ans après la mort de Lénine, Zinoviev et Kamenev décident de rompre avec Staline pour se rapprocher de Trotski avec lequel ils partagent une doctrine commune : l'exportation de la révolution à l'échelle mondiale et l'abandon de la NEP. Cette troïka des purs forme l'Opposition de gauche à Staline, qui réagit tactiquement en se rapprochant — sans conviction profonde — de l'opposition de droite favorable à la NEP et à une réalisation du socialisme d'abord sur le sol russe puis à l'extérieur (Nikolaï Boukharine, Alexeï Rykov et Mikhaïl Tomski).
Il s'appuie sur cette aile droite pour exclure du Parti en 1927 ses trois grands opposants de l'aile gauche. Le 17 novembre 1928, une fois assuré que les partisans de l'Opposition de gauche ont été réduits au silence (par l'exclusion, la force, l'emprisonnement, l'exil), il se retourne contre Boukharine, Rykov et Tomski, qu'il exclut du Politburo et démet de leurs fonctions respectives de président du Komintern, chef du gouvernement, et dirigeant du Profintern.

### Staline, dirigeant de l'Union soviétique (1929-1953)
Staline, seul maître à bord, n'hésite pas dès lors à adopter la mesure phare prônée par l'ancienne opposition de gauche devenue impuissante : l'abandon de la NEP. Cette réorientation s'accompagne d'une relégitimation de façade. Ainsi, en 1928, Kamenev est rétabli, il en va de même pour Zinoviev en 1929, mais Trotski, toujours populaire, est expulsé la même année. Kamenev et Zinoviev furent finalement jugés et exécutés le 5 août 1936, Boukharine et Rykov en mars 1938, et Trotski assassiné le 21 août 1940 dans son exil au Mexique.
Après avoir réussi à éliminer politiquement, puis à exterminer physiquement toute opposition, Staline devint le dirigeant suprême de l'Union soviétique de 1927 à sa mort, en mars 1953. Du point de vue politique, ce fut une période de dictature totalitaire, en ce sens que le Politburo ne gouvernait pas seulement les sphères politique et économique, mais régentait aussi, par police politique interposée, la sphère sociale, et par commissaires politiques interposés les sphères locales, familiales et même intimes des citoyens : son contrôle était donc total. Il arrive même, par l'intermédiaire du KGB, à assassiner son rival, Trotski, au Mexique. Son contrôle sur l'URSS et ses opposants est donc total. Cela n'empêche pas les nostalgiques du régime de contester l'application au stalinisme du qualificatif « totalitaire » dû à Hannah Arendt, qualificatif qui, selon eux, devrait être réservé au nazisme.

#### Planification de l'économie
Il s'agissait de prévoir les activités économiques selon des plans quinquennaux et qui fixaient les objectifs obligatoires de production. Ces plans quinquennaux donnaient la priorité aux industries lourdes en laissant de côté les industries de consommation. En URSS, il y eut au total dix plans quinquennaux allant du Ier Plan (1928-1932) jusqu'au Xe Plan (1976-1980).
Il s'agit d'un plan typique de l'Union soviétique, mais certains plans ressemblent à celui-ci comme le Commissariat général du Plan (en France) ou même le « Grand Bond en avant » (en république populaire de Chine).

### Abandon de la NEP
Staline ne définit pas immédiatement une ligne politique au sujet de la NEP : ses changements d'opinion tenaient plus de la tactique politique au sein du Parti, que de la doctrine, ce qui lui permit de se débarrasser alternativement des camarades favorables à la NEP et accusés d'être « droitiers », et de ceux hostiles accusés d'être « gauchistes ».
Une fois assuré d'avoir réduit tout contradicteur potentiel au silence, Staline qui visait avant tout un contrôle total de la société et de l'économie, prit le parti des « gauchistes » en économie, en accusant les nepmen et les koulaks d'avoir formé une classe capitaliste rendue responsable de l'augmentation du chômage et de l'inflation, et en excluant du champ économique toute forme d'autogestion, d'autosuffisance ou d'économie de marché à l'échelle locale. Ses plans quinquennaux visaient une industrialisation lourde du pays (seule capable de forger une armée puissante) et l'autarcie alimentaire, textile, énergétique à l'échelle de l'Union, pour se passer de toute importation. Il fallait aussi peupler les vastes espaces semi-désertiques de la partie asiatique de l'Union. Pour cela, le Politburo chargea l'appareil d'État de recourir massivement au travail intensif appelé « stakhanovisme » et à la main d'œuvre gratuite des déportés et des prisonniers dans les camps de travaux forcés, qui se multiplièrent notamment dans le Nord et en Asie, et dont les détenus y étaient assignés à résidence à l'issue de leurs peines, afin de peupler (et ainsi russifier) la Sibérie et l'Asie centrale.
En politique, en revanche, Joseph Staline prit le parti des « droitiers » : il rétablit les grades dans l'Armée rouge, renforça l'institution du mariage et de la famille, promut une morale sociale fort proche de la morale bourgeoise, un urbanisme favorisant le logement par familles plutôt que par brigades ou équipes, une stricte hiérarchie dans les administrations, et sur le plan international il définit la « théorie du socialisme dans un seul pays », ne demanda plus au Komintern de viser une révolution mondiale, chercha à rassurer les autres puissances et à nouer des alliances avec elles, et son soutien à la République espagnole consista surtout à opposer le Parti communiste espagnol aux autres composantes républicaines, ce qui profita aux franquistes.

### Collectivisation des campagnes et «dékoulakisation»
En 1929, Joseph Staline décide de supprimer l'autogestion des communes rurales dans les campagnes, où les paysans, depuis les réformes agraires de Lénine, avaient pris l'habitude de décider eux-mêmes de l'usage des sols, des moyens de production, des ressources locales : désormais, le bétail, les outils, les terres devront être administrés par les kolkhozes (théoriquement en partie autonomes) ou les sovkhozes (directement dirigés par le ministère de l'agriculture).
Cette collectivisation forcée provoque des résistances : plutôt que donner leurs troupeaux, les paysans les abattent pour les consommer ou les vendre immédiatement. Face aux émeutes, le gouvernement soviétique accorde à chaque kolkhozien l'usufruit d'un lopin de terre autour de son habitation (comme l'avaient fait, avant la révolution, les anciens propriétaires terriens, aristocrates ou religieux).
Les paysans en auto-suffisance ou produisant des surplus à vendre, appelés « koulaks » et accusés de parasiter les autres paysans, doivent être « éliminés en tant que classe »,,. Entre 1929 et 1935, plus de deux millions de paysans sont déportés et autant meurent de faim en Ukraine et dans le sud de la Russie. Cette famine due à la confiscation des récoltes et de tout produit alimentaire aux paysans par les troupes du NKVD, est reconnue dans une trentaine de pays comme un génocide, même si les nostalgiques du régime refusent d'en admettre l'intentionnalité, tandis que d'autres rejettent ce qualificatif parce que la désignation des victimes ne s'est pas faite sur critère ethnique ou religieux, mais social.
Le système du passeport intérieur, destiné à contrôler les déplacements et qui n'était pas accordé aux paysans, a été mis en place en Ukraine avant 1929. Le NKVD est responsable, selon le général du KGB Alexandre Karbanov, de la mort de 3,5 millions de Soviétiques pendant les Grandes Purges. Après 1935, le premier recensement soviétique a montré une baisse démographique si importante dans cette partie Sud-Ouest de l'URSS, qu'aucun recensement n'a plus été mené pendant 30 ans.

### Industrialisation lourde

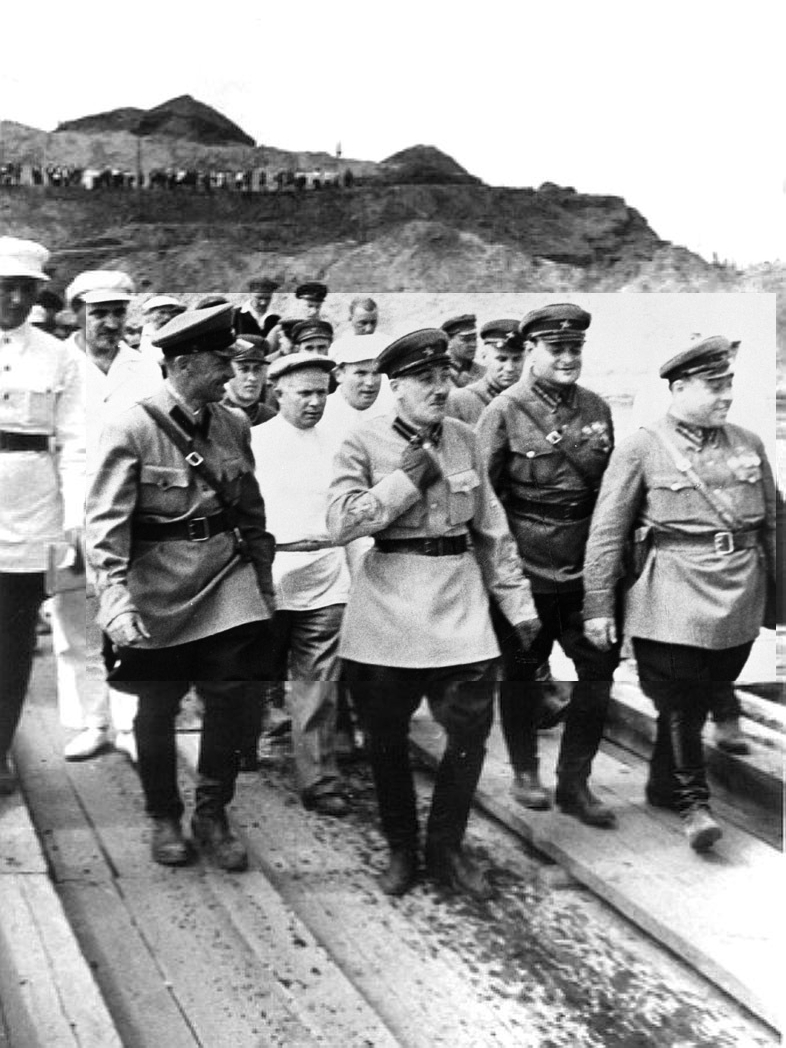
Guenrikh Iagoda sur le chantier du canal Moscou-Volga.

La Russie du début du XXe siècle était une puissance économique nouvelle et en essor, mais encore très rurale et agricole. Staline voulait développer l'industrie lourde et faire de l'URSS une grande puissance économique et militaire. Les moyens utilisés sont ceux d'une économie planifiée et centralisée et d'une organisation politique totalitaire :
- création de gigantesques combinats industriels regroupant des dizaines de milliers d'ouvriers :
  - dans les républiques musulmanes : vallée du Fergana (Tachkent) ;
  - dans l'Oural : Magnitogorsk ; importante concentration Sverdlovsk - Perm - Tchéliabinsk ;
  - en Ukraine : région de Kiev ; Donbass centré sur Kharkov ;
  - en Sibérie : Kouzbass réunissant Léninsk-Kouznetski à Stalinsk, près de Krasnoïarsk ;
- quotas de production des ouvriers et des paysans extrêmement élevés : les mineurs travaillaient de 16 à 18 heures par jour et des sanctions très dures leur étaient appliquées en cas de non-réalisation des quotas, allant de la réduction du salaire à l'accusation de sabotage ou de trahison qui conduisait directement au Goulag ; le livret ouvrier instauré en 1938 comptabilisait les retards et les absences ;
- utilisation massive de la main-d'œuvre gratuite des prisonniers dans les camps du Goulag ; ils construisent des barrages (sur le Dniepr), des canaux (entre la mer Baltique et la mer Blanche, le canal Moscou-Volga, le canal Volga-Don) ; les villes de Vorkouta, Norilsk, Komsomolsk, Bratsk, Balkhach et Magadan sont construites par les détenus.

Le premier plan quinquennal de 1928 à 1932 était si ambitieux qu'il coûta la vie à 127 000 travailleurs, faute de logistique, d'alimentation suffisante, d'hygiène, de logements décents, de sécurité au travail. L'allocation prioritaire des ressources à l'industrie, les exportations massives de céréales pour financer des importations de biens d'équipement, combinées à la diminution de la productivité agricole en raison de la mort ou de la déportation des paysans, provoquèrent de nouvelles famines : celle de 1931-1933 fait près de six millions de morts. Officiellement, le plan quinquennal fut cependant bouclé en quatre ans, selon la propagande qui en chante les réussites et selon les statistiques de l'État, qui affirment que de 1928 à 1932 la production de charbon aurait doublé et celle de l'acier triplé, tandis qu'en agriculture, l'invention de la vernalisation était censée avoir multiplié les rendements par six.

#### Bilan de la politique économique en 1939
Selon la propagande officielle, en dix ans, l'URSS avait « accompli un bond remarquable ». En fait, les barrages, les canaux et l'industrialisation lourde se sont faites au détriment de la production de biens de consommation et au prix d'une forte baisse du niveau de vie de la population. À la suite du second plan quinquennal, la production d'acier a grimpé à 18 millions de tonnes, celle de charbon à 128 millions de tonnes mais, comme le disait l'humour soviétique, « il est dommage que l'acier ne soit pas comestible ». Avant son interruption par la guerre, le troisième plan avait permis d'atteindre 18 millions de tonnes d'acier et 150 millions de tonnes de charbon. Les structures de production de masse étaient ainsi bel et bien établies, mais le complexe militaro-industriel allait être d'autant plus durement mis à l'épreuve par l'invasion nazie, que le zèle du NKVD et des commissaires politiques avait privé institutions, usines et armées de leurs cadres, ingénieurs et officiers les plus compétents, « coupables » d'avoir tenté de rationaliser les directives du Parti, discuté des ordres inapplicables, veillé au bien-être des ouvriers, bref « saboté le travail » et « trahi la patrie ».

### Grandes Purges: mécanismes de la terreur de masse (1936-1940)

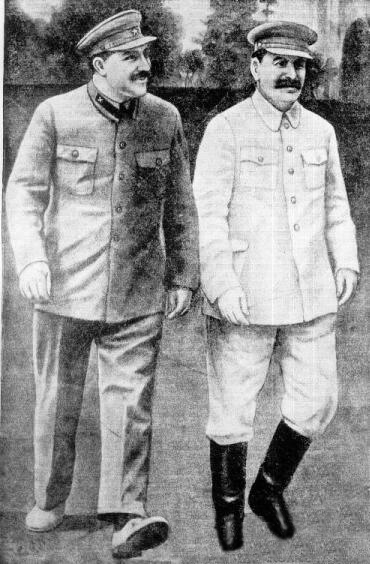
Joseph Staline et Lazare Kaganovitch (montage).

La « Terreur rouge » culmine entre 1936 et 1939 par les « Grandes Purges » concrétisées par l'exécution de 680 000 personnes et la déportation de centaines de milliers d'autres. En août 1937, Staline autorise personnellement le recours à la torture en cours d'interrogatoire, pour l'interdire officiellement fin 1938, ce qui n'en empêche pas l'usage. Le pays vivait de toute manière depuis deux décennies dans la violence, la délation et la suspicion généralisée, qui met bien des nerfs à rude épreuve (la pression subie en conduit plus d'un au suicide), et brise les solidarités amicales, familiales et professionnelles. Des procès truqués dans lesquels les avocats se rallient au procureur tandis que les accusés avouent les crimes les plus invraisemblables après avoir été torturés, débutent en août 1936 et se multiplient en 1937 : c'est la « Grande Terreur ».
Staline désigne ainsi des boucs émissaires (souvent même des communistes éminents) aux difficultés du quotidien, en rejetant tout le mal sur une pléthore de « saboteurs » et d'« agents des impérialistes étrangers ». Au-delà, il renforce son pouvoir absolu en liquidant la vieille garde bolchevique et en brisant les réseaux clientélistes et les fiefs personnels que se sont taillés les ministres, les membres du Politburo, ou bien, à tous les échelons, les responsables locaux du Parti et les directeurs du Goulag qui, de ce fait, se trouvent abondamment pourvus de main d'œuvre à bas coût. Quand le « clan des voleurs de poules » est épuisé, on fixe des quotas que les autorités locales sont chargées de fournir aux camps de travail. Les cadres compétents et les techniciens, qui osent encore contredire ses objectifs politiques irréalistes, sont aussi particulièrement visés et Staline entend exterminer tous les éléments « socialement suspects » et tous les mécontents suscités par sa politique, accusés de constituer une « cinquième colonne de l'ennemi ».
Pour lancer et développer cette terreur de masse, Staline bénéficie du soutien indispensable de ses fidèles, mais aussi du zèle indéniable de nombreux responsables locaux, des policiers politiques, des commissaires politiques des bureaucrates de tout échelon, ou de bien des simples citoyens délateurs, selon l'adage « dénoncer avant d'être dénoncé ».
En 1939, à l'issue des « Grandes Purges », Staline a éliminé les dernières sphères d'autonomie dans le Parti et la société, conforté par les élections du 12 décembre 1937 et imposé définitivement son « culte » et son pouvoir absolu. Il a, ce faisant, désorganisé gravement le pays et décimé les cadres supérieurs de l'armée, alors même que la guerre menace.

### Dictature de Staline (1929-1953) et son culte de la personnalité
Staline mit en place un système totalitaire sur lequel il régnait en despote absolu et reposant sur deux piliers : la propagande, mettant en œuvre un véritable culte de la personnalité et la répression, s'appuyant notamment sur le NKVD, police politique toute puissante.
Si les estimations des victimes entre 1921 et 1954 varient beaucoup, celui de 20 millions de morts a été avancé. Parmi les personnes condamnées pour de supposés « crimes contre-révolutionnaires », environ 600 000 furent condamnés à mort, 2,4 millions emprisonnés ou envoyés dans des camps de travail du Goulag, et 800 000 condamnés assignés à résidence dans les zones froides et désertiques de l'URSS, faiblement peuplées. Le haut encadrement de l'Armée rouge ne fut pas plus épargné (« affaire Toukhatchevsky ») et subit une épuration qui devait affaiblir l'URSS au début de la Seconde Guerre mondiale.

### Seconde Guerre mondiale

#### Pacte germano-soviétique (1939)
Tirant des accords de Munich la conclusion que les puissances de l'Ouest, France et Grande-Bretagne, veulent laisser à Hitler les mains libres à l'est, Staline conclut, le 23 août 1939, le Pacte germano-soviétique avec l'Allemagne nazie. Il s'agissait d'un « pacte de non-agression » qui contenait une annexe secrète attribuant l'est de la Pologne, la Lettonie, l'Estonie, l'est de la Roumanie et la Finlande à l'Union soviétique, tandis que l'ouest de la Pologne et de la Roumanie ainsi que la Lituanie étaient attribués au Troisième Reich.
La Wehrmacht envahit la Pologne le 1er septembre 1939, « événement déclencheur de la Seconde Guerre mondiale », l'Union soviétique le 17.
L'Allemagne ayant rejeté les prétentions territoriales de l'URSS, celle-ci tente d'envahir la Finlande le 30 novembre : c'est le début de la guerre d'Hiver. La campagne fut difficile, mais par une paix signée à Moscou le 12 mars 1940, l'URSS obtenait l'annexion de la Carélie, lui permettant d'éloigner la frontière de Leningrad.
À la suite du déclenchement de la guerre, l'URSS avait été expulsée de la SDN le 14 décembre 1939. Un avenant au pacte cède alors également la Lituanie à l'URSS. Au printemps 1940, l'Estonie, la Lettonie, la Lituanie et l'Est de la Roumanie, qui n'ont pas de forces militaires ni d'unité civile pour résister à la pression de Staline, sont annexés par un jeu de manipulations politiques, et quatre nouvelles républiques soviétiques sont créées (celles d'Estonie, Lettonie, Lituanie et Moldavie) tandis que la Biélorussie et l'Ukraine sont agrandies vers l'Ouest des territoires pris à la Pologne.

#### «Grande Guerre patriotique» (1941-1945)
L'expression de « Grande Guerre patriotique » désigne la seconde partie de la Seconde Guerre mondiale en Europe, où l'URSS répond à l'attaque allemande du 22 juin 1941 (« opération Barbarossa »), tandis que les pays que l'URSS avait agressés (Finlande et Roumanie, jusque-là aidés par les Alliés) se retrouvent du côté de l'Axe. Par contre, elle ne désigne pas la guerre soviéto-japonaise déclarée le 8 août 1945 pour laquelle le traité de paix n'est toujours pas signé entre la Russie et le Japon, puisque le contentieux relatif aux îles Kouriles bloque la signature d'un tel accord.

##### OpérationBarbarossa(1941)
Le 22 juin 1941, l'Allemagne rompit le « pacte de non-agression » et attaqua l'Union soviétique, Staline ayant refusé de réagir aux mises en garde de ses agents, spécialement de Richard Sorge depuis le Japon, et de Churchill qui était renseigné grâce au décryptage du code de la machine Enigma qui chiffrait les communications militaires allemandes.
L'invasion nazie prit l'URSS dans un état de totale impréparation. D'abord débordée et surprise par le choc de l'attaque allemande du 22 juin 1941, l'Armée rouge perd hommes, matériels, et laisse la Wehrmacht occuper d'immenses territoires en quelques mois (Pays baltes, Biélorussie, Ukraine). Pour beaucoup la guerre semble gagnée par l'Allemagne au début de l'automne 1941. Certains historiens estiment que les Grandes Purges des années 1936-1938, au cours desquelles 40 000 officiers auraient été emprisonnés ou assassinés, ne sont pas étrangères aux premières difficultés de l'Armée rouge. Les troupes du Reich atteignirent les environs de Moscou en décembre 1941, mais avaient atteint leur extension maximale, des troupes devant aller consolider le flanc sud de l'attaque.
Pourtant plusieurs facteurs vont stopper net l'offensive allemande et permettre la première contre-offensive soviétique :
- D'abord, et malgré les apparences, l'attaque allemande coûte cher à la Wehrmacht : début décembre, elle a déjà perdu autant d'hommes que lors de toutes les campagnes précédentes. De plus, son matériel (chars, etc.) n'est pas remplacé facilement de sorte qu'au fur et à mesure ses meilleures divisions s'affaiblissent : son équipement n'est pas adapté à la guerre en Russie, ses camions s'enlisent dans la boue dès octobre, ses moteurs sont sensibles au froid, les hommes ne sont pas habillés pour affronter l'hiver, etc.
- Un autre élément majeur : l'apparition du char T-34, inconnu jusque-là des Allemands, constitue un adversaire redoutable : son puissant canon de 76 mm (ru) perce tous les blindages des panzers, ce qui n'était pas le cas des chars français (à l'exception des trop rares Renault B1 bis) ou anglais (le Matilda permettra de gagner la campagne d'Afrique du Nord, mais sera jugé trop faible pour être débarqué en Italie et en France). De plus, ses larges chenilles lui évitent de s'embourber dans la boue ou la neige.

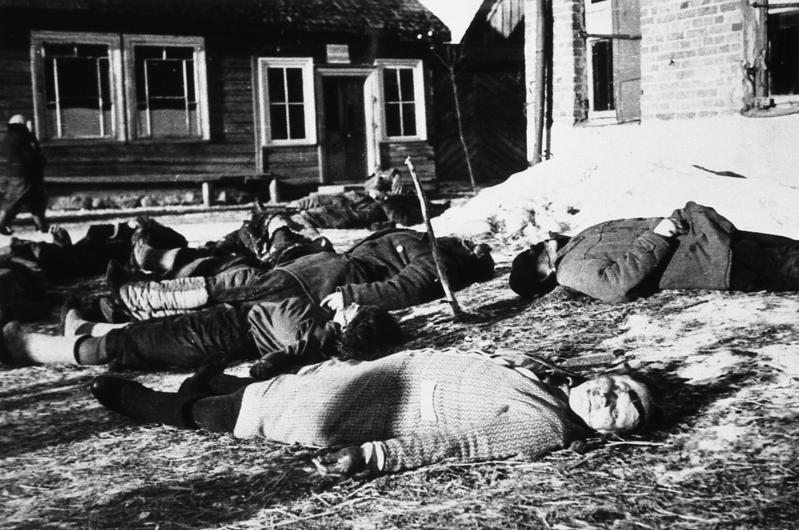
Civils massacrés par l'armée allemande en Biélorussie, 1943.

- Par ailleurs, de nombreuses divisions stationnées en Sibérie face à la Mandchourie occupée par les Japonais sont rapatriées fin 1941 pour protéger Moscou. Le Japon n'entrera pas en guerre.
- Enfin, le traitement que les nazis réservent aux prisonniers soviétiques et aux Slaves en général, considérés comme des « sous-hommes » (Untermenschen) et privés du respect de la Convention de Genève, galvanise les populations contre l'occupant. Dès septembre 1941, des groupes de partisans apparaissent et l'Armée rouge se reprend malgré les premiers mois éprouvants : les soldats et les civils se battant jusqu'au bout (même sans ravitaillement ni munitions) plutôt que se rendre.

Les historiens débattent des dates du « tournant de la guerre » : si l'on prend en compte la co-belligérance de l'URSS aux côtés de l'Allemagne en 1939-1940, c'est juin 1941 avec l'opération Barbarossa qui place l'URSS parmi les Alliés de la Seconde Guerre mondiale ; si l'on prend en compte le premier échec allemand devant Moscou et l'attaque japonaise sur Pearl-Harbour qui place les États-Unis parmi les Alliés, c'est décembre 1941 ; mais la plupart s'accordent sur février 1943 avec la défaite allemande de Stalingrad.

##### Bataille de Stalingrad (1942-1943)
Même stoppée ou repoussée, l'armée allemande reste relativement forte et l'Armée rouge n'a pas encore déployé toute sa puissance industrielle. Pendant que le groupe d'armées A du Reich s'enlise dans le Caucase, la VIe armée allemande commandée par le maréchal Paulus est dans Stalingrad où s'engage une sanglante bataille de rues dans une ville ruinée. Les Allemands se font encercler dans la ville par une contre-attaque soviétique fin 1942, qui balaie les troupes alpines italiennes et la moitié des troupes hongroises, tandis qu'une partie des troupes roumaines rejoint les Soviétiques. Les assiégés, isolés du reste de la Wehrmacht, affamés, frigorifiés, manquant de munitions, soumis à une pression de plus en plus forte des Soviétiques, se rendent le 30 janvier 1943, marquant le début d'une contre-offensive soviétique : l'Armée rouge remportait la victoire après avoir perdu un million d'hommes. L'URSS reprit ensuite progressivement l'initiative (à l'exception de la bataille de Koursk en juillet 1943), et commença à regagner du terrain.

##### Impact et suites de la guerre (1943-1945)

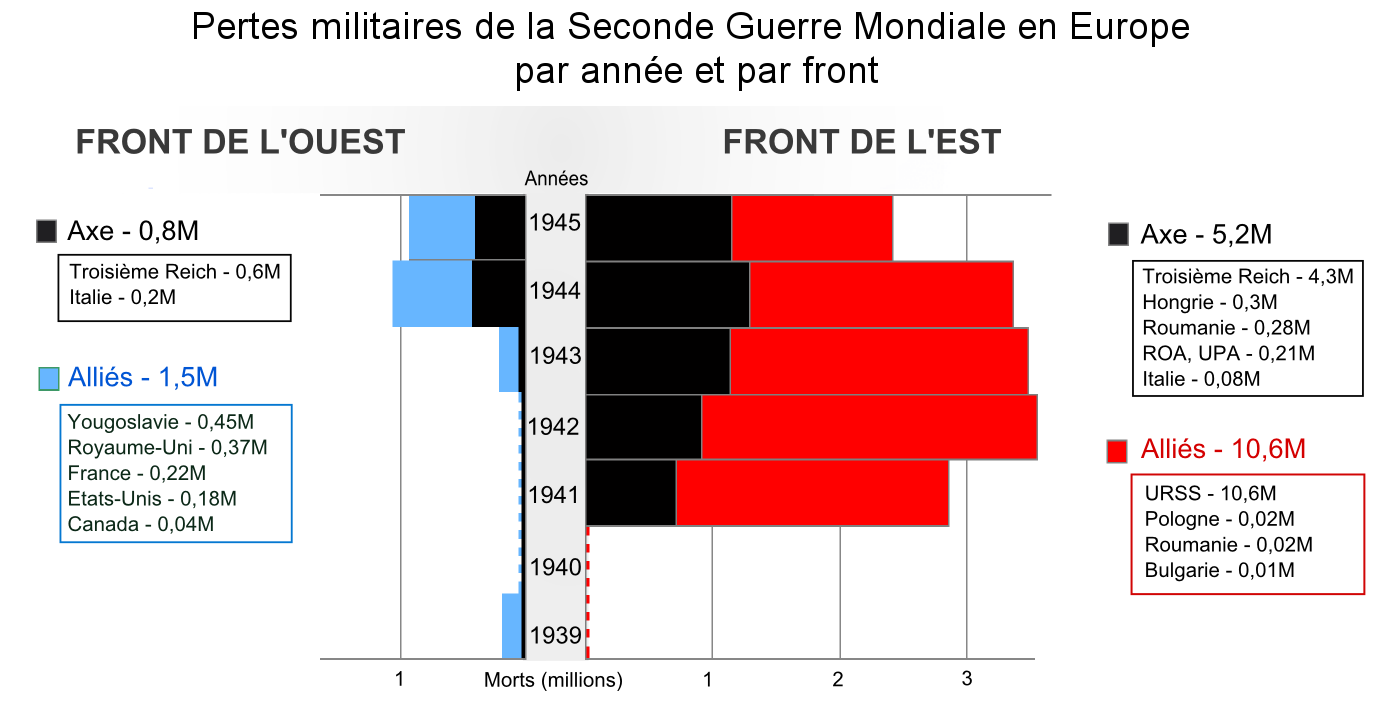
Graphique représentant les pertes militaires en Europe selon le front de combat, à droite les pertes sur le front de l'Est.

L'URSS supporta l'essentiel de l'effort de guerre sur le théâtre d'opérations européen contre l'Allemagne nazie et ses alliés finlandais, italiens, hongrois, slovaques, croates, roumains, français vichystes (LVF, division Charlemagne), belges rexistes, espagnols franquistes (Division Bleue), russes anti-staliniens (division Vlassov, 1re armée russe)… jusqu'à ce que les Alliés ouvrent un second front en Europe en Italie en 1943.
À la fin de la guerre, on estime qu'environ 20 millions et demi de Soviétiques y avaient perdu la vie, parmi lesquels 12 millions de civils : ce chiffre comprend les nombreux prisonniers de l'opération Barbarossa qui périrent soit dans les camps allemands de malnutrition et maladie, soit au camp du Goulag après leur délivrance (car la reddition étant interdite au soldat soviétique, considéré comme coupable de haute trahison s'il était capturé par l'ennemi). S'ajoutent à cela des destructions matérielles importantes, ayant provoqué une diminution de 25 % du PIB.
L'aide des Alliés par Mourmansk dans le cadre du prêt-bail et l'industrialisation à marche forcée contribua à la victoire finale de l'URSS sur le IIIe Reich. Quoique l'Union soviétique eût reçu des fournitures en armes et matériel des États-Unis et de l'Empire britannique, sa production de matériel de guerre était plus importante que celle de l'Allemagne du fait de l'importante augmentation de la production industrielle lourde entre les deux guerres. Durant l'invasion allemande, de nombreuses usines ont été transférées à l'est de l'Oural, ainsi que 10 millions de travailleurs civils. En plus de l'aide matérielle anglo-américaine, notons que des Français (escadrille Normandie-Niémen), Roumains (divisions Vladimirescu ou Horia-Cloșca-Crișan) ainsi que des Polonais (armée LWP ou Ludowe Wojsko), entre autres, combattaient du côté soviétique.
En avril 1945, l'Armée rouge pénètre dans Berlin ; le 30 avril, Hitler se suicide ; le 2 mai, le drapeau rouge flotte sur le Reichstag et la capitulation sans condition est signée le 8 mai 1945 (avec le décalage horaire, le jour de la victoire est célébré le 9 mai en URSS). Le 8 août 1945, conformément aux accords de Yalta, l'URSS déclare la guerre à l'empire du Japon et réalise l'invasion de la Mandchourie.
Pendant et après la guerre, les négociations entre les Alliés aboutirent à la mise en place de deux zones d'influence en Europe et Asie, suivant les accords de Moscou, de Yalta et de Potsdam. Plusieurs millions d'Estoniens, Lettons, Lituaniens, Polonais, Roumains, Ukrainiens occidentaux, Géorgiens, Tchétchènes et autres minorités ethniques furent déportés dans les camps de Sibérie, ou dans des zones reculées pour limiter leurs contacts avec l'Ouest.
L'Union soviétique mit en place des régimes dictatoriaux auto-proclamés « démocraties populaires » dans les pays d'Europe centrale et orientale (y compris dans la partie de l'Allemagne sous son contrôle), dans lesquels elle implanta des gouvernements qui lui étaient dévoués. La ligne frontière séparant cet ensemble de pays de l'Europe occidentale alliés aux États-Unis fut nommée « rideau de fer », qui concrétise la guerre froide dans le champ géographique.

### Après-guerre et guerre froide (1945-1989)

#### Fin de la période stalinienne (1945-1953)
Depuis 1945 et quasiment jusqu'à sa dislocation, l'Union soviétique est opposée aux États-Unis dans la « guerre froide », chacun des protagonistes essayant d'augmenter sa sphère d'influence au détriment de l'autre, et souvent des pays concernés.
L'URSS avait réuni, dans tout l'Est de l'Europe, un ensemble de pays satellites (République socialiste tchécoslovaque, République démocratique allemande, république populaire de Hongrie, république populaire de Pologne, république populaire de Roumanie, république populaire de Bulgarie, république populaire d'Albanie). Dans ces pays, des institutions économiques de « collaboration » entre autorités locales et soviétiques seront créées (par exemple, les SovRoms en Roumanie). Ils constituaient un moyen d'exploiter les ressources locales comme forme de contrôle économique et de compensation après la guerre. Dans le discours officiel, ils étaient traités comme une forme d'aide offerte par les Soviétiques pour la reconstruction des pays déchirés par la guerre.
Ces pays étaient regroupés au sein du pacte de Varsovie à partir de 1955. Les États-Unis avaient formé, avec l'Europe de l'Ouest et le Canada, l'OTAN en 1949.
Dès 1943, Staline fonde l'Institut Kourtchatov de recherches nucléaires, suivi de la création entre 1945 et 1948 du complexe nucléaire Maïak, puis de la création en 1946 de l'Institut panrusse de recherche scientifique en physique expérimentale. L'essor de l'industrie nucléaire soviétique permet ainsi à l'URSS de faire son premier essai nucléaire en 1949.
Hors d'Europe, l'Union soviétique et les États-Unis s'opposaient, souvent par « mouvements de libération » interposés, dans diverses parties du monde, notamment en Amérique du Sud et en Afrique.

#### Succession de Staline (1953-1964)

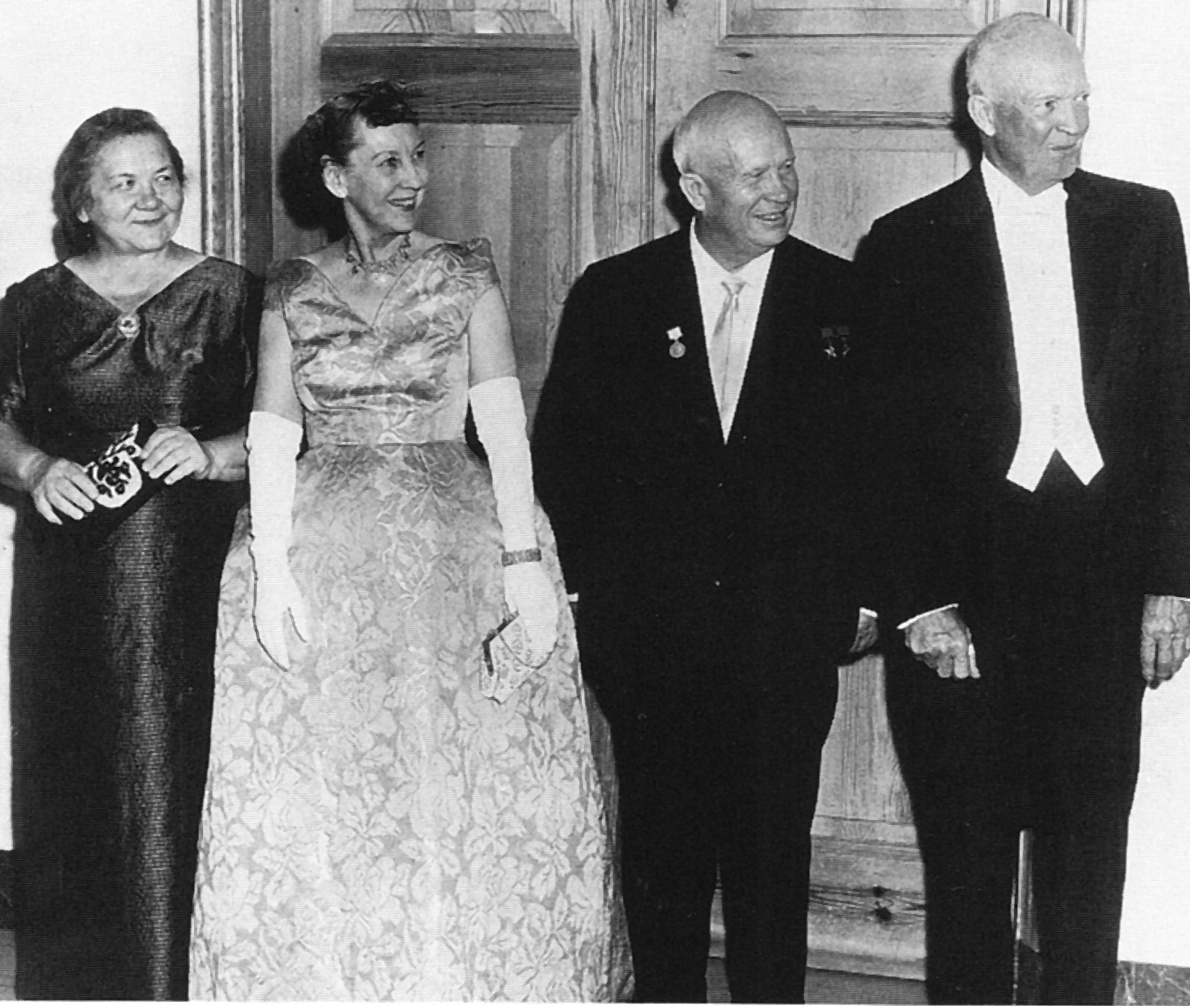
Les époux Khrouchtchev en visite d'État à la Maison-Blanche, chez le président Eisenhower, 1959.

Après la mort de Staline en mars 1953, Nikita Khrouchtchev devint premier secrétaire du Comité central du Parti tandis que Gueorgui Malenkov devient Premier ministre. Lavrenti Beria, le chef du NKVD, qui pouvait prétendre à la succession fut arrêté en juin 1953 et exécuté peu de temps après, en décembre 1953. La nouvelle direction du pays déclara une amnistie pour certaines catégories de prisonniers et relâcha quelque peu le carcan qui enserrait les libertés publiques. Khrouchtchev consolida peu à peu son pouvoir personnel et pendant le XXe congrès du Parti communiste, il prononça, le 25 février 1956, un discours sur « le culte de la personnalité et ses conséquences » au cours duquel il dénonça le culte de la personnalité entretenu par Staline ainsi que la dictature qu'il avait fait subir à l'URSS et les crimes de cette période. L'impact de ce discours fut immense et détruisit la légitimité des staliniens qui lui étaient encore opposés. S'ensuivirent de nouvelles mesures de démocratisation de la vie publique, la libération de dissidents, et la mise en place d'une économie plus favorable aux biens de consommation par rapport aux plans quinquennaux précédents.
La même année, les troupes soviétiques réprimèrent dans le sang la révolution hongroise : de 25 000 à 50 000 Hongrois et 7 000 soldats de l'Armée soviétique perdirent la vie, tandis que près de 250 000 Hongrois quittaient le pays. Cet événement fut, pour la part de l'opinion occidentale favorable à l'Union soviétique, un premier choc sérieux.

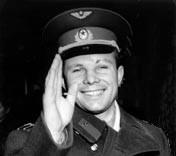
Youri Gagarine.

Khrouchtchev dut encore se défendre en mai 1957 contre les menées de staliniens. Ainsi, la vieille garde stalinienne, constituée de Lazare Kaganovitch, Viatcheslav Molotov, Gueorgui Malenkov et Dmitri Chepilov, tente de démettre de ses fonctions Nikita Khrouchtchev. Avec l'aide du « héros de la Grande Guerre patriotique » et ministre de la Défense Gueorgui Joukov, Khrouchtchev parvient à déjouer leur plan en les présentant comme un « groupe antiparti ». Ils seront tous quatre mis au ban de l'URSS, mais, signe des temps, ils ne seront pas éliminés à la suite de procès aux preuves fabriquées, comme il était de mise du temps de Staline. Khrouchtchev devint enfin Premier ministre le 27 mars 1958. Il s'agit là d'un grand tournant dans l'histoire de l'Union soviétique.
La période de dix ans qui suivit confirma cette nouvelle tendance : le pouvoir politique avait pris le pas sur la coercition pure et simple, le parti reprenant le rôle premier par rapport à la police secrète et à l'armée. Au cours de cette période, également, l'URSS confirma sa place de superpuissance et défiait les États-Unis, souvent sur leur propre terrain. Cuba, pays soutenu par l'URSS, devint le centre de cette opposition lors de la « crise des missiles de Cuba » en octobre 1962, au terme de laquelle elle obtint des États-Unis la promesse qu'un État socialiste né dans l'hémisphère occidental ne soit jamais envahi[réf. souhaitée].
En 1957, les Soviétiques envoyèrent dans l'espace le premier satellite artificiel, Spoutnik et le premier être vivant en orbite terrestre, la chienne Laïka. En 1961, Youri Gagarine fut le premier homme dans l'espace, et en 1963, Valentina Terechkova la première femme. C'est également durant son mandat que, le 30 octobre 1961, explosa la plus puissante arme jamais développée par l'être humain, la tsar Bomba. Sans doute partiellement à cause de l'affaire des missiles et d'une politique trop défavorable à la nomenklatura, Khrouchtchev fut déposé lors d'une réunion du Comité central du Parti le 13 octobre 1964.

#### Stagnation politico-économique et politique brejnévienne (1964-1985)
À la suite de la chute de Khrouchtchev en 1964, Léonid Brejnev devient premier secrétaire du Parti, Alexis Kossyguine Premier ministre et Anastase Mikoyan chef de l'État, rapidement remplacé par Nikolaï Podgorny (on parle alors de troïka pour désigner ces trois personnages détenteurs du pouvoir d'État ; mais Brejnev ne tardera pas à concentrer l'essentiel de la réalité du pouvoir pour lui-même).
Sous Brejnev, le régime soviétique se durcit à nouveau. Le KGB (la police politique), dirigé par Iouri Andropov, retrouve une grande partie du pouvoir dont elle avait joui sous Staline. Cependant, Andropov n'imitera pas les excès répressifs de cette époque.
Une des crises les plus graves de l'époque de Brejnev fut celle du Printemps de Prague en 1968, lorsque les tentatives de la Tchécoslovaquie de construire un « socialisme à visage humain » sont finalement réprimées par les forces du pacte de Varsovie, sans toutefois tomber dans les excès de la répression de la révolution hongroise. Sur le plan économique, le niveau de vie de la population commença à descendre et le manque de productivité dans de nombreux secteurs dont l'agriculture se fit sentir. L'URSS dut entre autres, pour faire face à la faiblesse de la production d'aliments, acheter des millions de tonnes de céréales en Occident en général et aux États-Unis en particulier. Sur le plan international, l'ère Brejnev fut marquée par un certain relâchement de la tension avec les États-Unis, avec notamment la signature de traités de limitation des armes nucléaires (accords sur la démilitarisation de l'espace en 1967, traités SALT I en 1972, SALT II en 1979) et la Conférence sur la sécurité et la coopération en Europe. Pendant l'ère Brejnev, on voit apparaître des mouvements nationalistes séparatistes qui réclament de nouveau l'indépendance de leur pays et qui commencent à être actifs. Au début de l'année 1977, l'opinion publique soviétique est marquée par les attentats du métro de Moscou, que le KGB attribuera aux nationalistes arméniens,.
En décembre 1979, Brejnev intervint en Afghanistan pour soutenir le régime communiste en place, menacé par une rébellion que finançait secrètement depuis juillet 1979 les États-Unis. Cet événement mit un coup de frein à la détente, provoquant un embargo par les États-Unis, la fourniture d'armements aux moudjahidines et le boycott des Jeux olympiques d'été de 1980 à Moscou. En mars 1982, Brejnev fit une crise cardiaque qui le diminua considérablement. À partir de ce moment, il ne remplit que partiellement ses fonctions jusqu'à sa mort en novembre de la même année. Deux chefs d'État en mauvaise santé se succédèrent entre novembre 1982 et mars 1985 : Iouri Andropov et Konstantin Tchernenko. Chacun continua d'appliquer la ligne politique de Brejnev, malgré les efforts d'Andropov pour combattre le népotisme que son prédécesseur avait toléré. Toutefois en politique extérieure, les deux successeurs de Brejnev marquèrent quelques points. Au Liban, Andropov mit en échec les États-Unis qui occupaient le pays du cèdre depuis septembre 1982. De ce fait une aide massive de l'URSS à la Syrie à partir de novembre 1982, entraîna la multiplication des attentats, contre les marines américains et obligea le président Reagan à faire retirer ses marines du Liban en février 1984. Puis sous Tchernenko, l'URSS rendit aux États-Unis la monnaie de leur pièce à leur offense sportive. Ce fut l'annonce en mai 1984 d'une non-participation soviétique aux Jeux olympiques de Los Angeles, faisant ainsi pendant au boycott des JO de Moscou par les États-Unis. À cette initiative soviétique s'ajoutèrent des « contre-jeux » à l'été 1984 dans une dizaine de capitales de pays socialistes qui s'associaient au boycott. Cependant ils subirent un échec retentissant avec l'installation des Pershing en Europe occidentale en novembre 1983 et durent faire face devant la communauté internationale deux mois plus tôt à l'annonce de la destruction par l'un de leurs chasseurs, du vol Korean Air Lines 007, un Boeing sud-coréen — transportant 269 passagers et membres d'équipage — qui avait traversé pendant plusieurs heures l'espace aérien de l'URSS. Après Iouri Andropov (novembre 1982-février 1984) et Konstantin Tchernenko (février 1984-mars 1985), Mikhaïl Gorbatchev, un jeune et énergique dirigeant de 54 ans, devint premier secrétaire du Parti.

### Dernières années de l'URSS (1985-1991)

#### Perestroïkaetglasnost: Mikhaïl Gorbatchev et le déclin de l'Union (1985-1991)

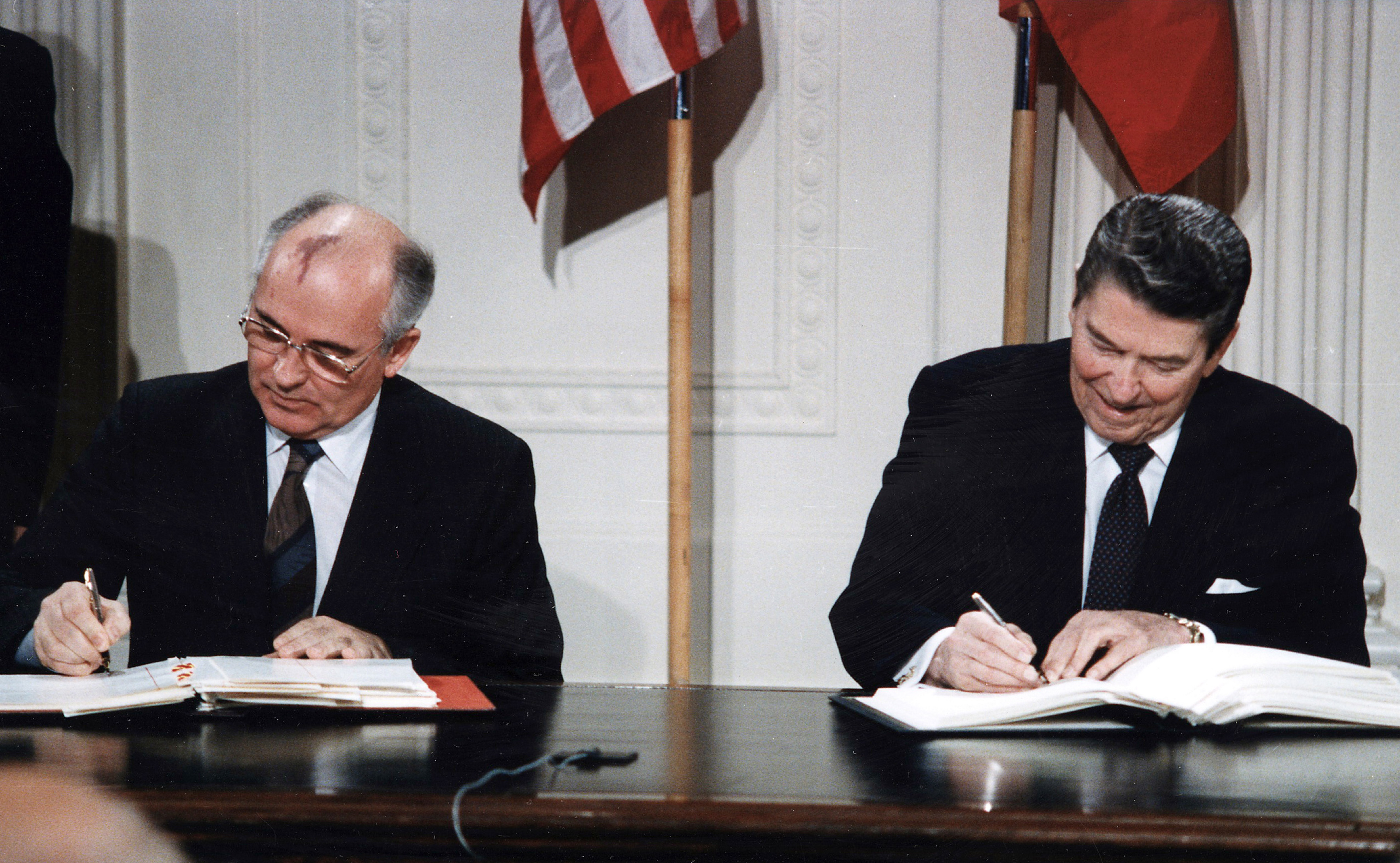
Mikhaïl Gorbatchev et Ronald Reagan signent un accord de désarmement en 1987.

Constatant la déliquescence du pays et de son économie, Gorbatchev tenta tout d'abord de sortir son pays de l'impasse de la guerre froide, alors que Ronald Reagan avait lancé les États-Unis dans des programmes de modernisation rapide de l'armement, entraînant ainsi l'URSS, sous peine d'obsolescence technologique, dans une course qu'elle ne pouvait que perdre vu son retard informatique et son économie en grave crise.
Gorbatchev entama donc une série d'initiatives qui aboutirent à une détente certaine et à la signature d'accords de désarmement. Gorbatchev obtint le prix Nobel de la paix pour ces efforts en 1990. Cette politique aboutit à l'ouverture du rideau de fer et à la chute du mur de Berlin en 1989.
Se débarrasser de cette contrainte externe n'était cependant pas suffisant, et sans abandonner le dogme central du « socialisme », Gorbatchev lança la glasnost (« transparence des décisions », « publicité des débats », liberté des médias) et la perestroïka (« restructuration », nouvelle politique économique et sociale), avec trois principaux objectifs :
- Changer l'économie en adoptant l'autogestion et l'ouverture de PME artisanales ;
- Démocratiser le système politique en favorisant le pluralisme politique et les libertés civiles ;
- Limiter l'armement et le complexe militaire, qui reviennent trop cher au budget.

Alors que tous les prisonniers politiques détenus par le gouvernement sont libérés, la glasnost est également marquée par le retour de la liberté d'expression : on voit des humoristes caricaturer Gorbatchev. Il cherche par là une voie intermédiaire entre les « traditionalistes » attachés au régime (la nomenklatura) et les « réformistes », tels Boris Eltsine qui lui reprochent la lenteur des réformes. Pourtant il était trop tard, et Gorbatchev ne réussit pas à corriger les failles qui minaient l'État depuis des décennies. Les problèmes économiques furent mal résolus. La privatisation des grandes entreprises se fit au bénéfice des privilégiés de la nomenklatura et l'inflation se développa : la perestroïka fut un échec.
Le 26 mars 1989, Gorbatchev créa une nouvelle assemblée législative : le congrès des députés du peuple dont les deux tiers étaient des membres élus au suffrage universel, à bulletin secret, sur candidatures multiples. Les premières élections législatives révélèrent l'échec des candidats de Gorbatchev et l'émergence des réformateurs et des nationalistes. Son gouvernement apparut trop timoré aux réformateurs partisans d'un « socialisme à visage humain » et d'une économie plus auto-gérée que proposait depuis longtemps Evseï Liberman, mais trop réformateur pour ceux qui souhaitaient un retour au communisme dirigiste dit « orthodoxe ».

#### Dislocation de l'URSS (1991)

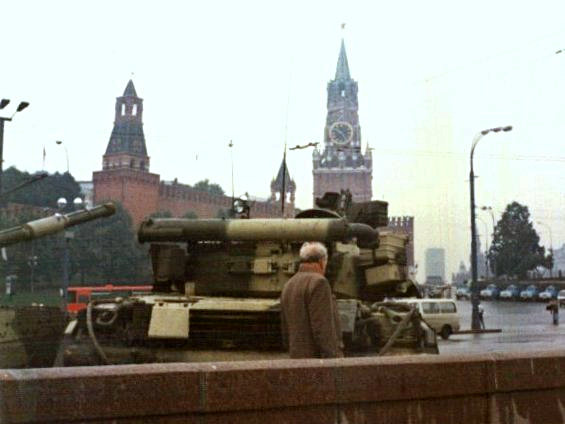
Chars soviétiques T-80 sur la place Rouge durant le putsch de Moscou en 1991.

En juin 1990, Boris Eltsine, président du Soviet suprême de la RSFS de Russie, déclara la souveraineté de la Russie et démissionna du Parti.
Le 17 mars 1991, un référendum est organisé et 77,85 % des électeurs votent en faveur de la préservation de l'Union soviétique. Un nouveau traité, présenté comme une refondation de l'Union soviétique, devait être signé le 20 août 1991.
Le 19 août 1991, un putsch mené par des membres du gouvernement opposés aux réformes montra à quel point la position de Gorbatchev s'était fragilisée. Le complot échoua en partie grâce à l'intervention de Eltsine, qui confirma de ce fait sa position de chef de file des réformistes. Le coup d'État empêcha également l'adoption du nouveau traité.
Au cours de l'automne 1991, tandis que les républiques constituantes de l'URSS proclamaient, l'une après l'autre, leur indépendance sans que Gorbatchev ne s'y oppose par la force, le gouvernement russe prit peu à peu l'ascendant, reprenant les fonctions auparavant assurées par l'Union. Ainsi, Gorbatchev tout en étant président de l'Union soviétique perdait rapidement prise. On disait à l'époque que l'Union soviétique se limitait aux murs du Kremlin.
En novembre 1991, le président russe Eltsine publia un décret qui interdisait les activités du Parti communiste de l'Union soviétique sur le territoire de la fédération de Russie. Le 8 décembre 1991, lors des accords de Minsk, les chefs de la Russie, de l'Ukraine et de la Biélorussie publièrent une déclaration selon laquelle l'Union soviétique était dissoute et remplacée par la Communauté des États indépendants (CEI), une organisation sans entité juridique forte, qui ne fonctionna pas réellement, malgré un renouveau récent avec de nouvelles organisations partenaires telles que l'OTSC ou la Communauté économique eurasiatique (Eurasec).
Gorbatchev était encore président, mais sans pays, son pouvoir ne signifiait plus rien. Le 25 décembre 1991, Gorbatchev remit sa démission en tant que président de l'Union soviétique. Le jour suivant, l'Union soviétique était officiellement dissoute. Dans l'ouvrage La Russie à la croisée des chemins de Oleg Serebrian, Michel Heller raconte le souvenir des éléments suivants : « Le drapeau rouge, avec la faucille et le marteau, fut amené le 25 décembre [1991] à 19 h 32, exactement vingt minutes après que M. Gorbatchev eut annoncé qu’il cessait ses activités. À 19 h 45 fut hissé le drapeau tricolore russe. Les journalistes étrangers notèrent avec une certaine perplexité que la cérémonie ne suscita pas d’émotions particulières chez les Moscovites peu nombreux qui se trouvaient ce soir-là sur la place Rouge. Quelques-uns applaudirent, d’autres sifflèrent, et ce fut tout […]. L’empire avait rendu le dernier soupir dans une atmosphère d’indifférence méprisante. Il avait vécu soixante-quatorze ans et quelques semaines. ». La fédération de Russie, elle-même état fédéral, allait désormais la remplacer, aux côtés de quatorze autres républiques indépendantes, mais d'une importance moindre. La Russie hérita du siège permanent au Conseil de sécurité des Nations unies dont jouissait l'URSS.

#### Les causes de la chute
Dès 1970, Andreï Amalrik analysa les risques d'effondrement futur du régime, à travers un ouvrage publié clandestinement, L'Union soviétique survivra-t-elle en 1984 ?, et faisant référence au fameux 1984. C'est d'abord la conséquence du système politique autoritaire et inefficace en raison de son aspect centralisateur et bureaucratique. La « déstalinisation » est interrompue et la nomenklatura s'oppose à toute tentative d'évoluer vers un « socialisme à visage humain », au point de tenter un coup d'État contre le président Mikhaïl Gorbatchev qui voulait réformer le régime. Le régime censurait toute liberté et initiative née de la société civile : toute association née hors de la tutelle du Parti unique était perçue comme « dissidente » et par conséquent, l'émergence des forces démocratiques devint centrifuge au sein de l'Union, et se chercha des repères identitaires nationaux ou religieux, plutôt que politiques et sociaux. Hélène Carrère d'Encausse cite aussi comme cause en 1978 la fragmentation dû aux nationalismes même si ses prédictions ne furent pas toutes exactes. Stéphane Courtois pointe également l'URSS en faillite dans les années 1980 mais rajoute aussi le passage rapide de la gérontocratie à l'instabilité politique inédite avec une succession de quatre secrétaires généraux de 1982 à 1985.
D'autres causes sont économiques. Le système sous planification quinquennale, dominée par l'industrie lourde et le complexe militaire, se révèle incapable à répondre aux besoins de la population. Cette incapacité dite « stagnation » dans le discours officiel, fut prépondérante sous Brejnev, favorisant ainsi le développement d'une économie informelle, hors de la tutelle de l'État et de ses structures, vite monopolisée par des réseaux oligarchiques et mafieux clandestins. L'URSS est aussi affaiblie par son retard technologique et informatique dans l'épuisante et coûteuse course aux armements pendant la guerre froide l'opposant aux États-Unis. La crise se renforce avec l'effondrement dans les années 1980 du prix du pétrole sur le marché mondial (contre-choc pétrolier), qui força l'URSS à puiser dans ses réserves d'or et de devises jusqu'à l'épuisement.
Dans son livre Imperium (1993), l'écrivain polonais Ryszard Kapuscinski décrit la chute de l'URSS comme le dernier processus de décolonisation du XXe siècle. Son analyse mondiale le différencie des journalistes et écrivains occidentaux qui parcourent le pays au début des années 1990 et qui se concentrent sur le prisme du communisme ou des relations entre l'Europe et la Russie.

### Monde post-soviétique (depuis 1991)
Certaines anciennes républiques soviétiques, très affaiblies, avaient prévu de reformer une union. Sur l'initiative de l'Ukraine ou du Kazakhstan, des projets sont nés entre 1994 et 1995 pour recréer l'union. En 1994, le président kazakh Nazarbayev propose la création d'une Union eurasiatique, projet concrétisé le 1er janvier 2015 avec l'entrée en vigueur de l'Union économique eurasiatique.
En 2018, 66 % des Russes se déclarent nostalgiques de l'Union soviétique et ce, en raison de l'absence de travail critique sur le fonctionnement du système de l'URSS, la limitation des libertés individuelles, l'emprisonnement des dissidents, les difficultés socio-économiques croissantes de la population civile, le souvenir d'une puissance largement surestimée […] participant à une idéalisation de cette dernière,.
C'est en réalité et notamment la perte du statut de surperpuissance et d'égal à égal avec les États-Unis et capable de dicter ses conditions qui demeure mal vécu après l'effondrement de l'empire soviétique. En effet, la dislocation de ce dernier après celle en 1917 de l'empire tsariste a été vécue, par les Russes, dans une vision impérialiste et messianique, non comme une émancipation sociale (ou nationale des peuples non-russes) mais comme une nouvelle humiliation traumatique existentielle car outil de l'expansion territoriale russe,.

## Système politique

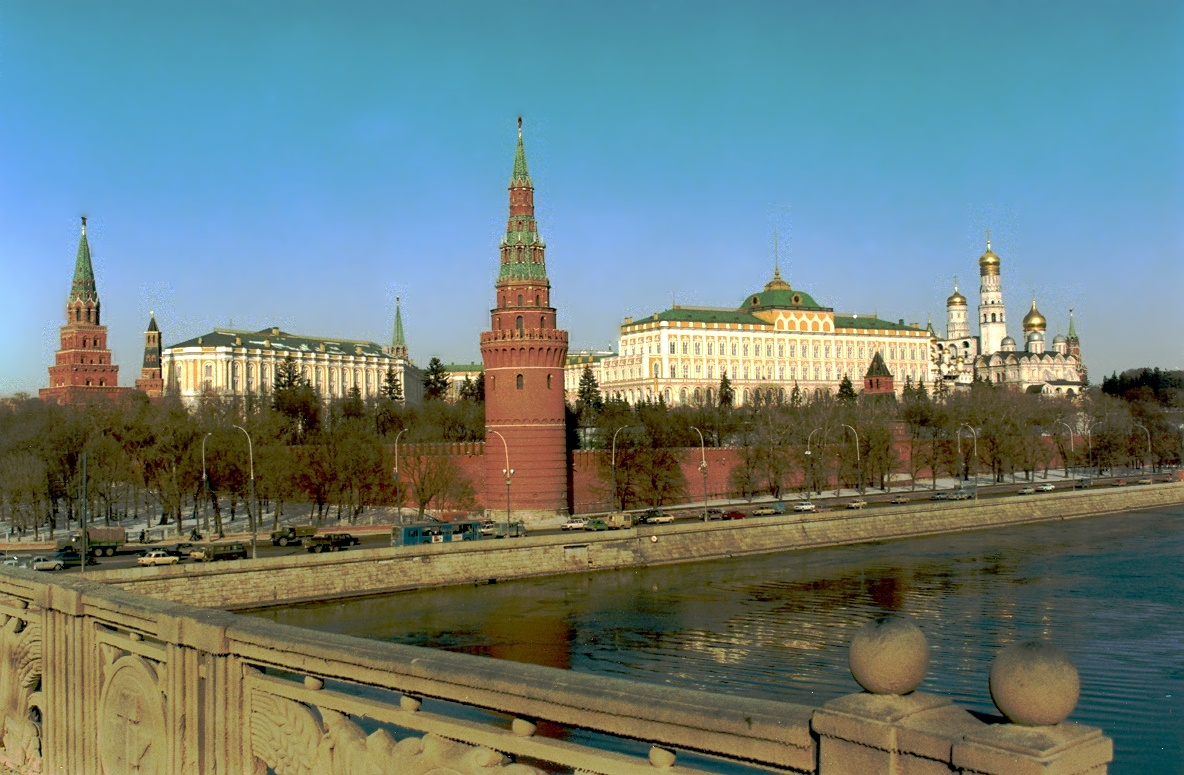
Le Kremlin de Moscou, l'ancienne résidence officielle du gouvernement de l'Union soviétique.

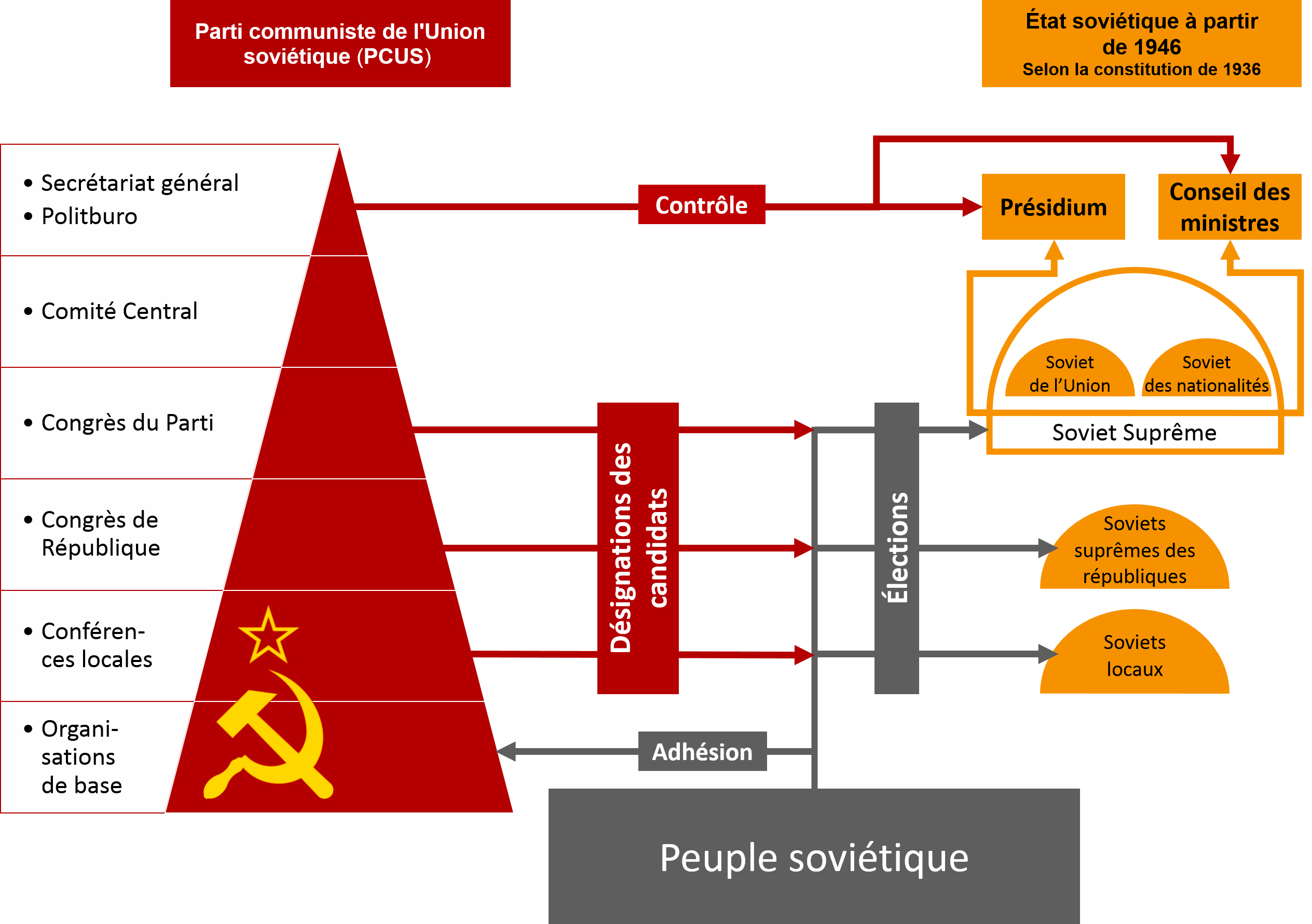
Schéma simplifié de l'organisation politique de l'URSS à partir de 1946, théorisé selon la constitution de 1936, définie comme « la plus démocratique du monde ». La constitution de 1977 légalise de jure (art. 6) la prédominance politique du PCUS.

L'URSS fut officiellement un État fédéral, basé sur le « centralisme démocratique » regroupant quinze républiques soviétiques. Le système politique, très hiérarchisé, reposait en droit sur le « Conseil des ministres » (Soviet ministrov), censé détenir le pouvoir exécutif, et le Parlement (« Soviet suprême », Verkhovny Soviet) censé détenir le pouvoir législatif.
En pratique, la séparation des pouvoirs n'était pas respectée, car le PCUS, parti unique dont le Politburo concentrait tous les pouvoirs et contrôlait l'État, contrôlait étroitement tous les hauts fonctionnaires, choisis parmi les « activistes » (« permanents ») supérieurs du Parti. L'organisation qui maintenait la cohésion du Parti et son pouvoir absolu sur la société soviétique était la police politique, successivement nommée Tchéka, Guépéou, NKVD et KGB : cette organisation fut imitée dans l'ensemble du pacte de Varsovie, en république populaire de Chine, au Viêt Nam et à Cuba. Le Parti affirmait exercer la « dictature du prolétariat » telle que le « marxisme-léninisme » l'avait conçue : au profit du peuple, mais en fait, c'était au profit de la nomenklatura qui, avec ses parentèles et sa clientèle, représentait environ un cinquième de la population,
En principe, le Parti était ouvert à tout citoyen « qui n'exploite pas le travail des autres, accepte le programme et les règles du Parti, milite dans une organisation du Parti et soutient toutes ses décisions », mais en pratique le processus d'adhésion au parti était long, accompagné de multiples enquêtes, et finalement élitiste, mais exclusivement sur des critères de soumission à la hiérarchie. Dans les années 1980, 6 % des 265 millions d'habitants étaient membres du PCUS, ce qui était loin de conférer la représentativité du peuple tant affichée. Le PCUS compta quelque 200 000 fonctionnaires à plein temps : les apparatchiks, « gens de l'appareil ». La structure du Parti doublait la structure de l'État : si à chaque niveau il y avait des organes étatiques censés exercer le pouvoir, ces organes étaient en fait contrôlés par le Parti, donc par son responsable à chaque niveau, lequel prenait ses ordres de l'échelon supérieur, jusqu'à arriver au secrétaire général du Parti, poste rendu par Staline le plus important de toute l'Union soviétique.
Au sommet de l'État se situaient donc le « Soviet suprême », avec son organe exécutif, le Præsidium, ainsi que la Cour suprême et le Procureur de l'Union soviétique. Ces trois magistratures étant en principe sous le contrôle des deux chambres législatives mais en réalité sous celui du gouvernement et de la police politique. Les parlements sont considérés par des observateurs comme des chambres d'enregistrement du Politburo. Le Conseil des ministres supervisait un grand nombre de commissions et de services, dont les titres et les attributions changeaient régulièrement, mais qui étaient des organes plus importants que les ministères des républiques.
Au sommet du Parti se trouvait le Secrétaire général, dont le titre est modeste, mais dont le pouvoir dépassait de loin celui du Président du Præsidium du Soviet suprême de l'Union soviétique au titre purement honorifique, et celui du Président du Conseil des ministres (Premier ministre) de l'URSS. Au-dessous de lui, par ordre d'autorité décroissante viennent le Politburo, le Secrétariat et le Comité central. Au-dessous encore se trouvaient le congrès du PCUS, puis les Comités centraux, les Secrétariats et les Conférences provinciales représentent l'échelon suivant. Un degré plus bas venaient les Comités, Secrétariats et Conférences de district. Enfin, constituant la base de la pyramide, les secrétariats, bureaux et cellules locales.
Le Parti déterminait la politique à suivre que l'État devait exécuter. La tâche des fonctionnaires du gouvernement consistait à mettre en application les décisions du Parti, c'est-à-dire du Politburo et du Comité central. Cette méthode avait un avantage : contrairement à ce qui se passa en Occident, ceux qui font la politique sont ainsi déchargés des besognes de routine. Staline a été le premier chef soviétique à cumuler les titres du Premier secrétaire du Parti et celui du président du Conseil des ministres de l'URSS. Khrouchtchev, qui lui a succédé a lui aussi cumulé les deux fonctions pendant une partie de son mandat de Secrétaire général. Quant à Brejnev, il fut en même temps Premier secrétaire (depuis 1966, secrétaire général) du Parti et président du « Soviet suprême » de l'URSS (de 1960 à 1964 et de 1977 à 1982). En 1990, Gorbatchev sera le premier et dernier dirigeant soviétique à prendre le poste de président de l'Union soviétique.

## Économie

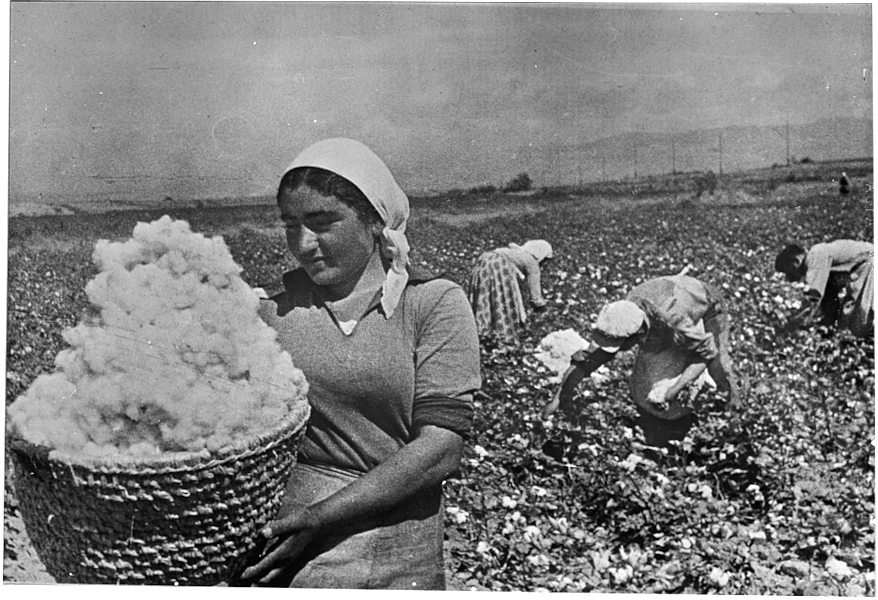
Une récolte de coton en Arménie dans les années 1930.

À la veille de la révolution russe, l'économie de l'Empire russe était « archaïque ». La valeur de la production industrielle en 1913 représentait moins de la moitié de celle de la France, un sixième de celle de l'Allemagne, ou un quatorzième de celle des États-Unis. Le rendement agricole était médiocre, la pénurie de transport paralysait toute tentative de modernisation économique. Le PIB par habitant était inférieur à celui de la Hongrie ou de l'Espagne de l'époque, et environ un quart de celui des États-Unis. Surtout, le pays était dominé par les capitaux étrangers qui possédaient un tiers des actions en Russie.
Au XXe siècle, l'URSS devient une puissance économique majeure. De 1928 à 1991, le développement économique est guidé par une série de plans quinquennaux. L'URSS devient une des trois premières productrices d'un grand nombre de produits industriels, mais reste en retard dans l'industrie légère, les biens de consommation et l'agriculture.
Le transport en URSS, confronté au double défi de la distance et du climat extrême, est marqué par le choix de privilégier le transport collectif (chemin de fer (en), métro de Moscou, etc.) plutôt que la voiture particulière. Il comporte quelques points forts comme les avions-cargos Antonov.
L'économie soviétique est gérée par le Gosplan (« Commission de Planification d'État »), la Gosbank (« Banque d'État ») et le Gossnab (« Commission d'État pour la fourniture en matériaux et équipements »), au moyen d'indicateurs comme le produit matériel net.
L'économie soviétique est basée sur la propriété d'État, mais il existe quelques autres formes juridiques de propriété dites « collectives » telles que le kolkhoze (« ferme collective ») et la coopérative.

### Bilan économique

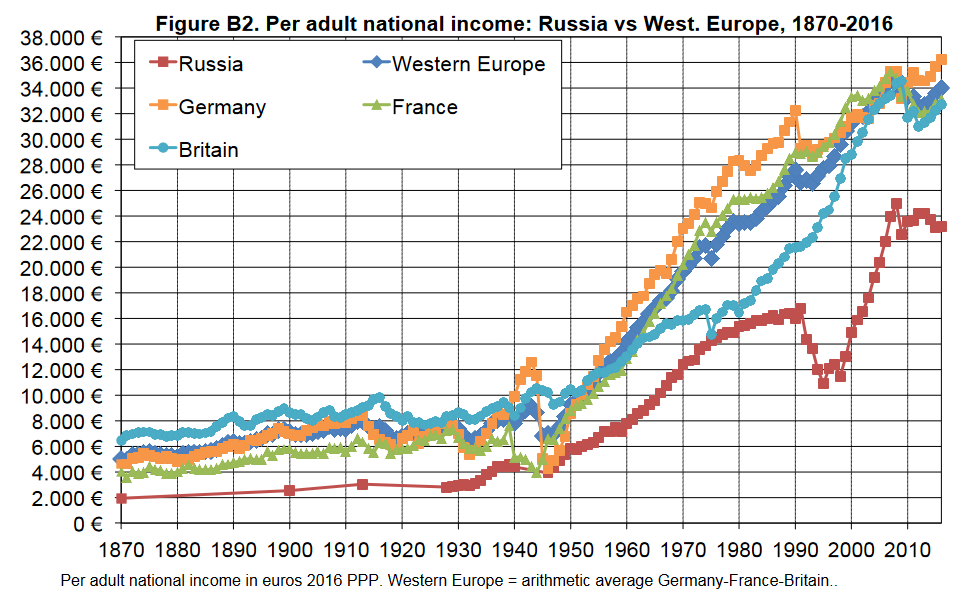
Revenu national par adulte : Russie vs Ouest de l'Europe, 1870-2016.

L'entre-deux-guerres et l'après-guerre sont des périodes de croissance économique importante que certains attribuent, pour une bonne part, au mariage de la planification et du travail forcé.
Entre 1913 et 1989, le revenu par habitant est multiplié en Russie par 4,6, contre 3,3 en Grande-Bretagne, 3,8 aux États-Unis, 5,1 en France ou 5,4 en Allemagne.
Lorsque la croissance économique se ralentit vers les années 1960, cela est considéré comme un phénomène provisoire. Les responsables de la planification sont incapables de prévoir certains problèmes économiques, et le concept même d'économie planifiée semble difficile à mettre en œuvre dans le cadre d'une économie mondiale capitaliste et changeante, surtout que sur le plan interne, l'administration de la planification étant paralysée par la bureaucratie, et que la nomenklatura semble parfois être plus attachée à ses privilèges qu'au service de l'État[Selon qui ?].
La production militaire d'armement représente une part très importante de l'industrie, freinant la production de biens de consommation. Le maréchal Nikolaï Ogarkov publie, à partir de 1979, une série d'articles, dans la presse officielle, expliquant de façon alarmiste que les Américains avaient une et même deux générations d'avance en électronique et en informatique, et sans possibilité de les rattraper. Dans les années 1980, l'URSS commence pourtant à développer le secteur de la micro-informatique et des technologies (ordinateurs de la série DVK (ru) et Elektronika 60).
Le taux d'activité des femmes s'élève à 84 % en 1989, soit l'un des plus élevés au monde.
Le bilan économique en 1992 (un an après l'éclatement de l'URSS) fait état d'une inflation de 2 520 % à la suite de la déréglementation de la plupart des prix alors fixés par l'administration. D'après la Banque mondiale, les inégalités telles que mesurées par le coefficient de Gini doublent après l'éclatement de l'URSS : situé à 0,24 en 1988, il monte à 0,48 en 1993. Mais cette analyse ne vaut que si l'on considère les statistiques officielles de l'URSS comme reflétant la réalité de l'époque soviétique, ce que font les nostalgiques du système, mais l'ouverture des archives a révélé qu'en fait, ces statistiques étaient truquées et occultaient les chiffres réels et les inégalités entre la nomenklatura (complexe militaro-industriel, bureaucratie) et le reste de la population.

### Bilan technologique: réalisations majeures au service du prestige national
| - Conquête de l'espace - Spoutnik - Laïka - Belka et Strelka - Vostok (vaisseau spatial) - Youri Gagarine - Valentina Terechkova - Alexeï Leonov - Soyouz (véhicule spatial) - Soyouz - Station Mir - Bourane - Aéronautique - Antonov, dont le plus gros avion du monde, l'An-225 - Iliouchine - MiG - Soukhoï - Tupolev - Yakovlev - Marine civile - Brise-glace à propulsion nucléaire - Marine militaire - Sous-marin nucléaire lanceur d'engins « Classe Typhoon » - Croiseurs à propulsion nucléaire « Classe Kirov » - Complexe industriel militaire - Kalachnikov - T-34 - Tsar Bomba - Génie civil - Tour Ostankino - Métro de Moscou - Industrie nucléaire - Haut barrage d'Assouan - Gazoduc Ourengoï–Pomary–Oujhorod - Sciences exactes - Akademgorodok - Andreï Sakharov - Lev Landau |

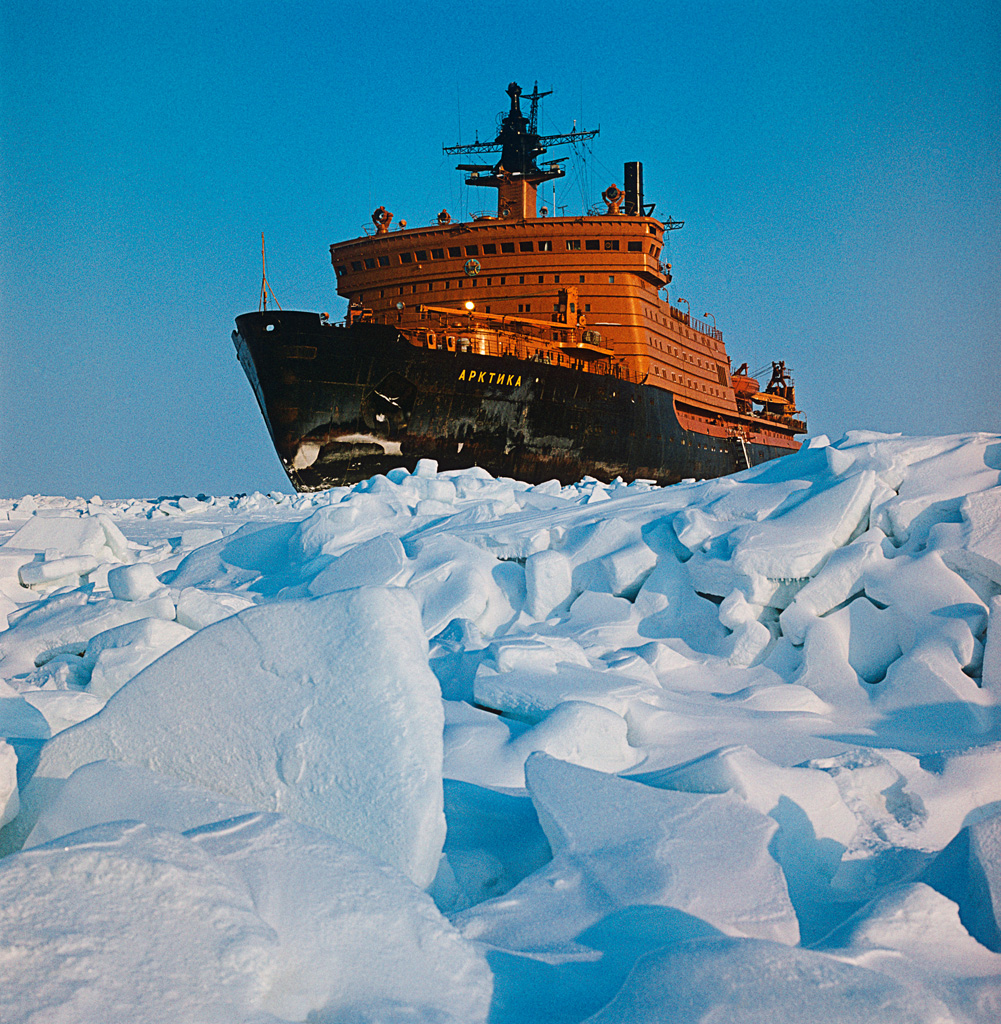
Brise-glace à propulsion nucléaire Arktika. Seule une dépense publique sur plusieurs plans quinquennaux a permis de développer une filière industrielle pour armer de tels navires dans le Monde.

### Bilan environnemental
Le gouvernement de l'URSS a empêché la formation d'une conscience environnementale, d'une part en promouvant l'idéologie productiviste de la « lutte de l'homme soviétique civilisé pour maîtriser la nature primitive sauvage » (qui réduisait à un prudent silence les scientifiques conscients des dégâts et des conséquences de la surexploitation des ressources naturelles) et d'autre part en interdisant les mouvements et les associations indépendantes du Parti unique. Dans les dernières années du régime, le nombre de réserves naturelles et parcs nationaux fut fortement réduit tandis que l'érosion, l'épuisement de nombreuses terres arables et la surexploitation des réserves hydriques favorisaient la désertification. Le développement de l'industrie lourde et la pollution des sols, des cours d'eau et des mers considérées comme des poubelles chimiques et nucléaires, ont laissé aux États héritiers de l'URSS une situation préoccupante : déforestation, régions affectées par des pluies acides, fonte du pergélisol, dégazage à effet de serre, incendies à répétition, dégradation des sols, accumulation de déchets industriels, pollution des lacs (le lac Baïkal a été notamment fragilisé par la construction des chemins de fer Magistrale Baïkal-Amour dans les années 1970-1980), contamination radioactive (notamment dans la zone autour de Tchernobyl), avec tous les problèmes de santé publique consécutifs.
L'irrigation massive (pour permettre l'agriculture intensive, notamment du coton) et la construction de barrages hydro-électriques sont entre autres responsables de l'assèchement de la mer d'Aral en Asie centrale soviétique.

## Forces militaires

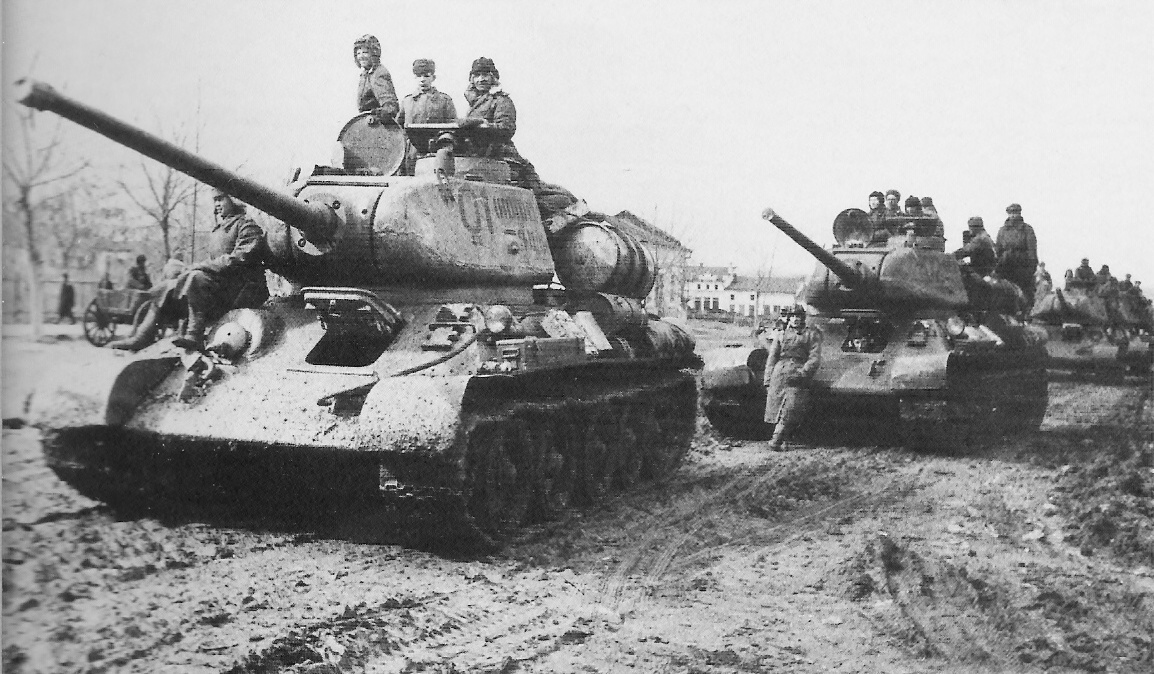
T-34 tourelle 85 de la Grande Guerre patriotique. Une majorité était produite dans les vastes usines sidérurgiques de Magnitogorsk. Le CMI soviétique a pérennisé ses positions après-guerre.

Le complexe militaro-industriel était très développé : entre 1985 et 1990 il employait plus de 14 millions de salariés répartis dans plus de 6 000 entreprises d'État, ce qui permettait à l'URSS de :
- disposer de la plus grande aviation militaire de tous les temps, de la plus grande flotte de sous-marins nucléaires du monde, et d'une marine militaire de surface largement supérieure en tonnage à celle des États-Unis, à l'exception des porte-avions ;
- maintenir la parité de l'armement nucléaire avec les États-Unis depuis la fin des années 1970 ;
- mettre au point, entre 1965 et 1976, deux fois plus d'armes, de systèmes de destruction et de protection que les États-Unis ;
- maintenir sur le pied de guerre 50 divisions de l'Armée rouge et pouvoir engager dans de brefs délais 30 autres, toutes totalement motorisées et constamment rééquipées en fonction de l'innovation technologique, en chars, canons, véhicules de transport et systèmes de communication, et totalisant 5 millions de combattants actifs et 25 millions de réservistes entraînés, soit la plus grande armée en temps de paix du XXe siècle.

L'industrie militaire proprement dite absorbait durant les années 1970/1980 20 % du revenu national, 8 % du PIB et 47 % des dépenses publiques, et la production d'armes soviétiques était la plus importante du monde. En 1981 l'URSS produisit 2 500 chars, 3 500 canons, 1 700 avions de combat, 750 hélicoptères, 9 sous-marins et 475 missiles balistiques (IRBM, ICBM).
Après la dislocation de l'URSS en 1991, les Forces armées de la fédération de Russie héritèrent de la quasi-totalité de l'équipement militaire soviétique, en particulier de l'arsenal nucléaire et des différentes flottes, qui conservèrent leurs arsenaux même à l'extérieur des frontières russes de 1991, comme celui de Sébastopol.

## Populations

### Démographie
Selon les recensements successifs la population comptait :
- 1913 : 159 000 000 habitants (Empire russe)
- 1928 : 150 000 000 (URSS sans la Finlande, les pays baltes, la Pologne et la Bessarabie)
- 1940 : 194 000 000 (avec les pays baltes, la moitié orientale de la Pologne et la Bessarabie)
- 1950 : 180 000 000
- 1960 : 214 000 000
- 1970 : 242 000 000
- 1979 : 264 000 000
- 1989 : 286 000 000
- 1991 : 293 047 571

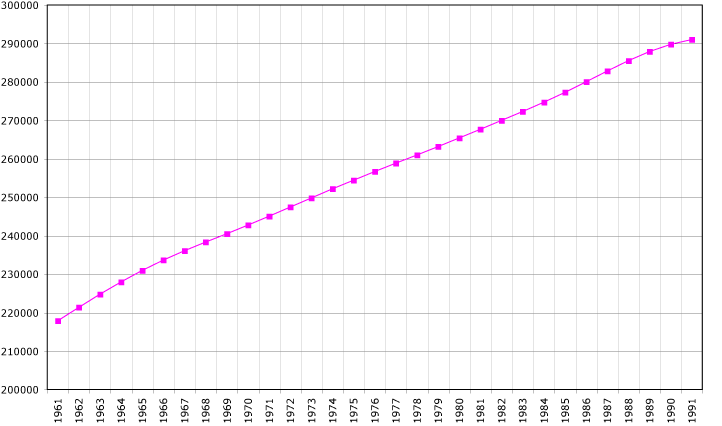
Évolution de la démographie entre 1961 et 1991 (chiffre de la FAO, 2005). Population en milliers d'habitants.

La population soviétique a d'abord baissé durant les années 1920 à la suite des massacres de la Première Guerre mondiale, de la révolution, de la guerre civile, de la famine de 1921-22 et de la terreur rouge, stagnant autour de 150 millions d'habitants.
Il n'en est pas moins vrai, cependant, que la Nouvelle politique économique a des effets positifs sur le développement démographique. La vaccination, l'utilisation des antibiotiques et des produits hygiéniques généralisés à toute la population sont à la base de cette reprise. Ce qui a permis de constituer une classe ouvrière forte qui va constituer la base de l'industrialisation du pays et ce bien qu'elle soit d'origine paysanne sans éducation et sans formation.
Dans les années 1930, une forte natalité parvient à remonter la population à plus de 194 millions à la veille de la Seconde Guerre mondiale, comblant les pertes dues aux famines soviétiques de 1931-1933 ayant ajouté six millions de victimes aux victimes des « Grandes Purges » et aux déportations vers le Goulag (chiffrées à 963 866 selon les archives soviétiques). Lorsque la planification du pays a été décidée et à la suite de l'accession de Joseph Staline au pouvoir, près de dix millions de personnes (des opposants politiques, des intellectuels ou même des privilégiés appartenant au Parti communiste ou des paysans et des commerçants que la Nouvelle politique économique a enrichis et qui ont manifesté leur désaccord avec le nouveau régime) sont mortes ou ont été déportées vers les Goulags (alors qu'une grande partie de ces pertes humaines n'a aucune relation avec le développement et est liée directement à la Grande Terreur). Pendant la Seconde Guerre mondiale, entre 1941 et 1945, encore 27 à 30 millions de Soviétiques sont morts, victimes soit des faits de guerre, soit de la faim, soit des crimes hitlériens (dont l'extermination des Juifs et des Roms) et staliniens (dont la déportation de peuples entiers accusés de collaboration avec l'ennemi). De nos jours, les chiffres des pertes soviétiques durant le conflit ne sont toujours pas définitifs, les historiens et experts se livrent sans cesse à de nouvelles estimations à mesure qu'ils ont accès à des documents déclassifiés.
Après la guerre, une nouvelle famine a encore diminué la population, mais dans les années 1950 une baisse importante de la mortalité, liée à la déstalinisation et à la fin de la terreur de masse et des déportations, a permis de rattraper les déficits de naissances à la suite de la guerre, faisant passer la population de 180 millions en 1950 à 215 millions en 1960 et à plus de 240 millions en 1970.
Cette augmentation continua, surtout dans les républiques musulmanes d'Asie centrale où le taux de natalité était plus élevé que dans la partie européenne de l'Union, pour atteindre, en 1989, 286 millions d'habitants. Vers la fin de la période, il existe en outre une différence notable entre une population russe et ukrainienne à croissance faible, et des peuples « allogènes » (principalement turcophones) à forte natalité. Le mot « allogène » employé par les soviétologues occidentaux montre à quel point ils considéraient l'URSS comme fondamentalement russe : en effet, les plupart de ces « allogènes » étaient en fait les indigènes de leurs républiques.

### Système de santé
Le Commissariat du peuple à la santé – le Narkomzdrav – est créé en 1918. Sous la direction de Nikolaï Semachko, médecin de formation, le Narkomzdrav développe un système de santé unifié à l'échelle d'un pays — le premier du monde. Gratuit et universel, celui-ci repose sur une organisation de soins par niveaux, selon la gravité des affections, appelé « système Semachko ». Ce système, précurseur de la médecine générale, a ensuite été adopté dans de nombreux pays comme base de leur système de santé.
La prévention des maladies infectieuses fait l'objet d'une attention particulière. Dès 1922, un organisme de surveillance sanitaire et épidémiologique – le Sanepid – est créé, disposant d'équipes d'intervention actives sur tout le territoire, des villages aux entreprises. Couplée à une vaccination de masse, cette surveillance permet à l'URSS d'éliminer des maladies comme la tuberculose ou le paludisme. L'espérance de vie, qui ne dépassait pas 31 ans à la fin du XIXe siècle en Russie, atteint 69 ans au début des années 1960, les Soviétiques tentant de rattraper leur retard sur les pays occidentaux.

### Droit des femmes
La révolution de Février avait permis l'obtention de nouveaux droits par les femmes. Le 20 juillet 1917, le droit de vote des femmes était officiellement garanti.
Les bolcheviks maintiennent ensuite cette volonté d'égalité entre femmes et hommes, que l'on peut retrouver dans la Constitution de 1918 (puis, en théorie, celle de 1936 et celle de 1977 : « La femme et l'homme jouissent en U.R.S.S. de droits égaux. L'exercice de ces droits est garanti par l'octroi aux femmes de possibilités égales à celles des hommes d'accéder à l'instruction et à la formation professionnelle, de travailler, d'être rémunérées en conséquence… Il est garanti également par la création de conditions permettant aux femmes d'associer travail et maternité… » (art. 35 de la Constitution de 1977)).
L'URSS se présentait donc initialement comme un État particulièrement en avance en matière d'égalité homme-femme, notamment grâce aux actions de la Commissaire du peuple Alexandra Kollontaï ou aux initiatives d'Inès Armand. Les femmes obtiennent en 1917 droit de vote et d'être élues, le droit au divorce par consentement mutuel, l'accès à l'éducation, un salaire égal à celui des hommes, des congés de maternité et l'égalité de reconnaissance entre enfants légitimes et naturels. Le droit à l'avortement est obtenu en 1920 – il est limité en 1936 par Staline, puis rétabli après la mort de ce dernier. Par ailleurs dans la vie professionnelle, les femmes, très majoritairement actives, bénéficiaient avec les hommes du principe à travail égal-salaire égal, mais devaient ou pouvaient accepter les mêmes emplois que les hommes (femmes-mineurs, terrassières, ouvrières du bâtiment, conductrices d'engins, pilotes d'avion, cosmonautes).

### Organisations de jeunesse
La jeunesse soviétique (et plus tard celle des autres pays communistes) était encadrée par une organisation éducative communiste, inspirée du scoutisme mais indépendante de celui-ci (qui fut interdit) : le mouvement des pionniers, créé en URSS le 19 mai 1922 et dont l'objectif était de fonder un « nouvel homme soviétique ».
Présent partout où il y avait des écoles, des centres de loisirs et des colonies de vacances, le mouvement des pionniers ne faisait qu'un avec l'institution éducative et assurait l'éducation idéologique, patriotique et militaire de la jeunesse : il était étroitement lié à l'éducation nationale, avec des activités non seulement d'instruction politique, mais aussi sportive, culturelle et paramilitaire. La participation à ces activités valait des bonnes notes de conduite. Dans les villes, des « palais des pionniers » accueillaient les activités, et des colonies de vacances de pionniers les engageaient en outre à participer aux « travaux patriotiques volontaires » dans les chantiers ou les kolkhozes voisins, afin de parfaire leur éducation à la fois politique et physique. Les jeunes de 10 à 14 ans devaient obligatoirement faire partie de l'organisation et porter un foulard rouge noué autour du cou lorsqu'ils étaient à l'école ; leur emblème était la torche à trois flammes rouges symbolisant l'ardeur révolutionnaire, la discipline et l'obéissance.
Faire partie des pionniers était considéré comme une étape préparatoire aux jeunesses communistes (komsomol), organisation des jeunes communistes de 14 à 29 ans, et l'on devenait pionnier après avoir été « octobriaste » (октябрят) de 5 à 9 ans (foulard bleu). Le pionnier prêtait serment de fidélité « au Parti et à la Patrie », et ne pas être Pionnier était une forme d'exclusion, concernant les « cancres », les « voyous » et les enfants des « ennemis du peuple » (c'est-à-dire ceux des citoyens « douteux », des dissidents ou des opposants politiques).

### «Nationalités» et identités culturelles
L'URSS, par sa superficie et la variété de ses régions, était un État largement multiethnique, même si les Russes étaient le groupe majoritaire, présent dans toutes les Républiques. Si tous les habitants étaient des citoyens soviétiques selon le droit du sol, tous n'avaient pas pour autant la même nationalité car en URSS et dans les autres pays communistes le mot « nationalité » (russe : национальность) désignait en fait un groupe ethnique selon le droit du sang, et ce groupe était indiqué sur les documents d'identité (ainsi, ceux des juifs soviétiques portaient la mention « juif » à la rubrique « nationalité »).
Quinze grands groupes ethniques (dont le russe, l'ukrainien et le biélorusse, qui dominaient démographiquement les autres) disposaient chacun d'une république. Dans chacune, la langue locale était co-officielle avec le russe, « langue de communication interethnique » (язык межнационального общения) et aussi langue d'État de l'Union. Outre la Russie, une autre république fédérée, la Moldavie, et une république autonome, la Carélie, avaient également le russe comme première langue, et utilisaient l'alphabet cyrillique alors que les pays baltes utilisaient leur langue locale comme première langue et l'alphabet latin. Il y avait à cela une raison : il fallait constituer les caréliens et moldaves en groupes ethniques différents respectivement des autres finnois et des autres roumains, pour leur éviter ainsi des tentations séparatistes et les rapprocher des Russes avec lesquels ils cohabitaient. Une section du NKVD, la « 6-ème direction de surveillance des manifestations du nationalisme » du « 5-ème département de la sécurité politique intérieure », était consacrée à la gestion et à la surveillance des appartenances ethniques en tant que repère identitaire et moyen de classification des citoyens.
À mesure que se délite la confiance dans la « destinée commune des Soviétiques », à savoir l'avènement du communisme idéal, sans État autoritaire, ni inégalités, ni lutte des classes, ni répression des opposants, ni censure, ni pénuries, les citoyens se replient sur leurs identités culturelles et traditionnelles, qui peuvent être nationales, tribales, coutumières, linguistiques ou confessionnelles (en), ce qui génère des tendances centrifuges s'exprimant de plus en plus impunément lors de la glasnost et de la perestroïka, et qui aboutiront à la dislocation de l'URSS.

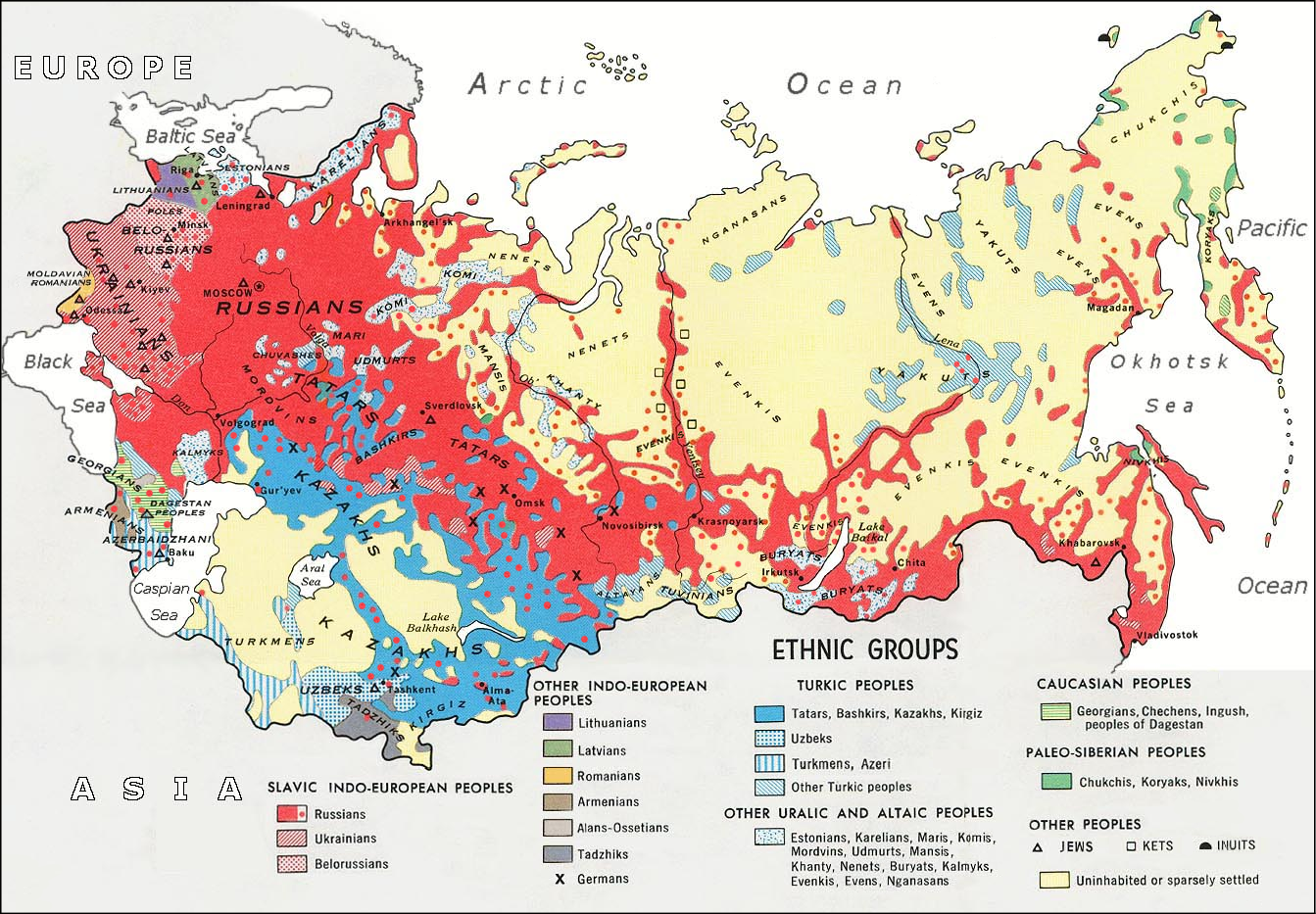
Groupes ethniques d'Union soviétique en 1970.
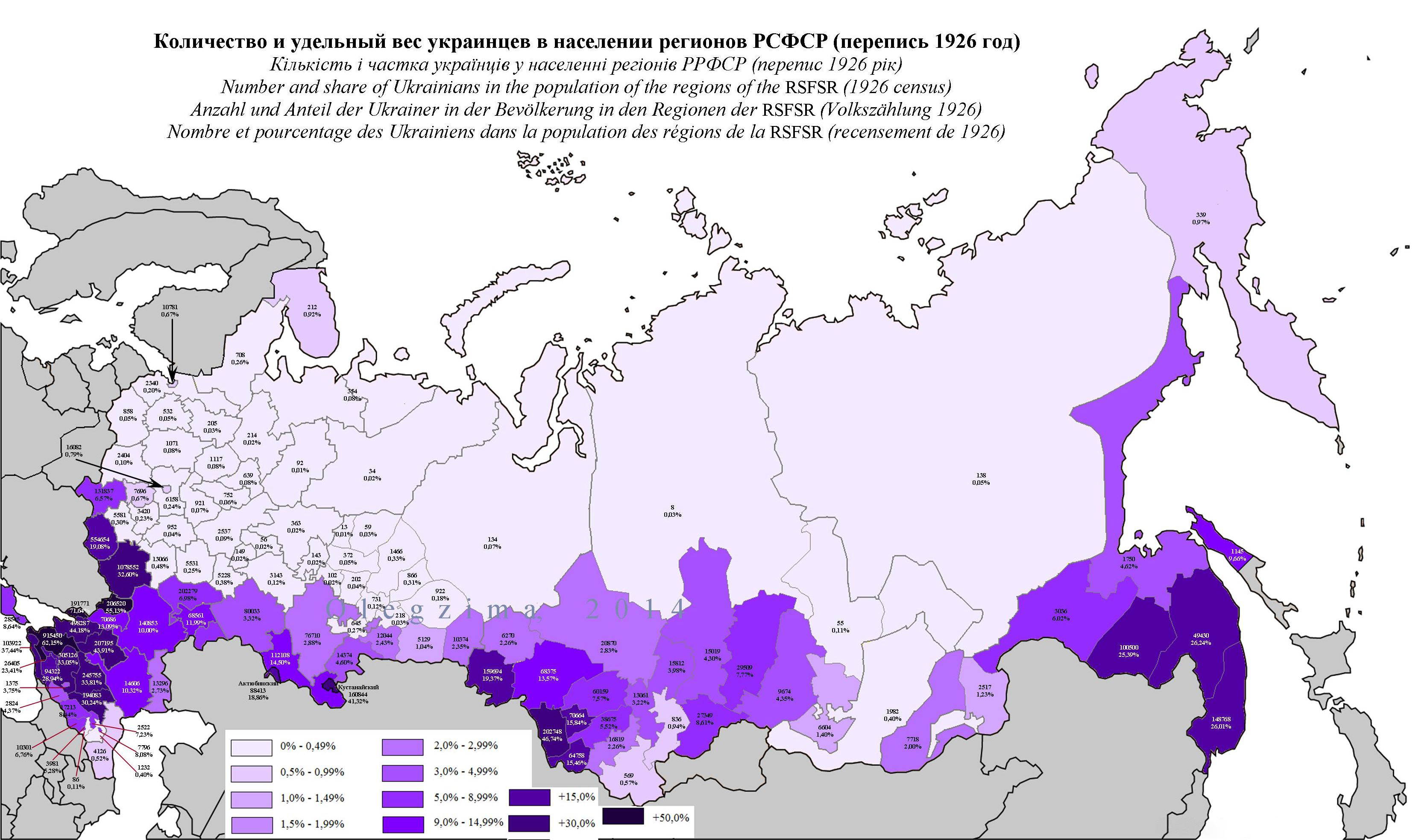
Nombre et pourcentage des Ukrainiens dans la population des régions de la RSFSR (recensement de 1926).
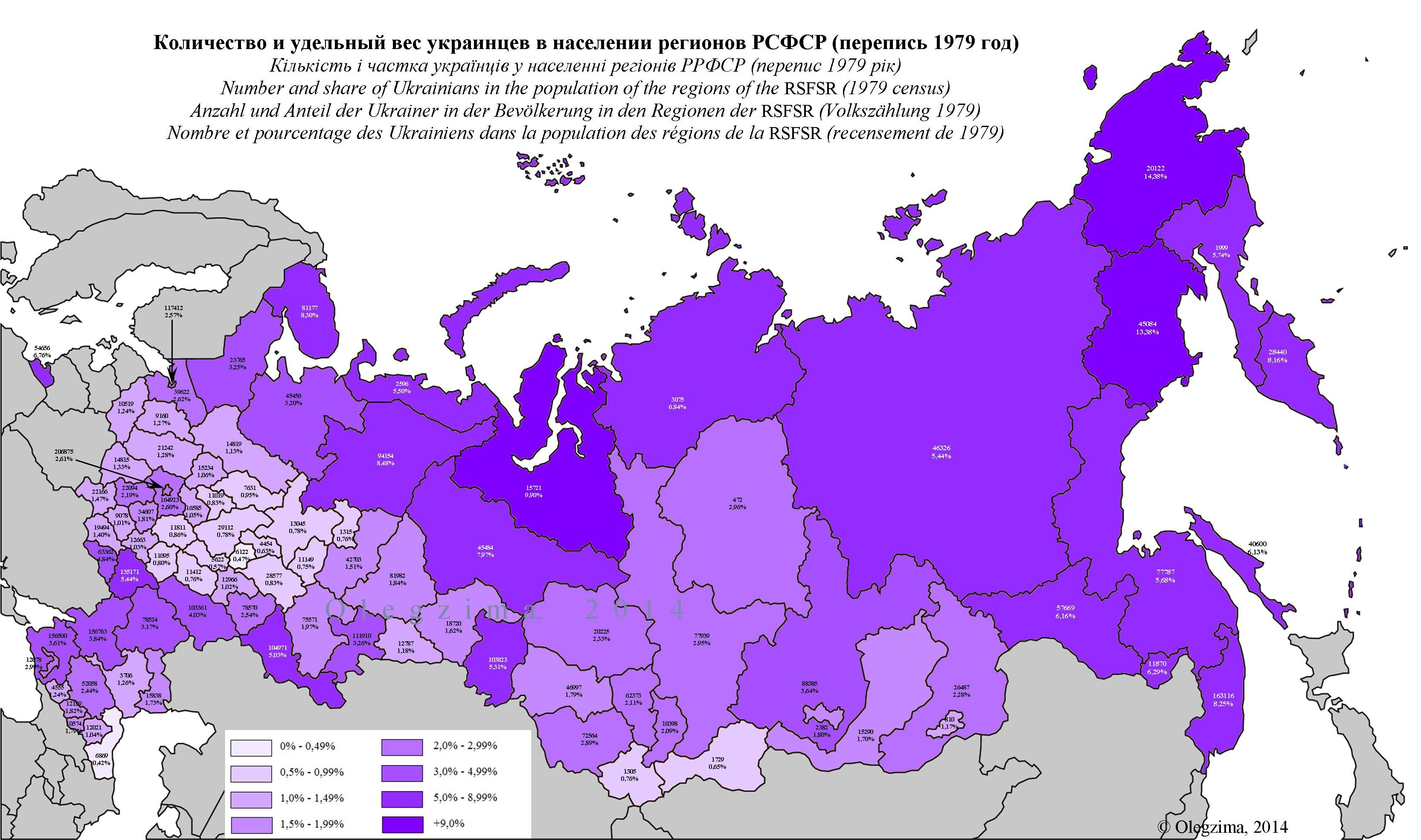
Nombre et pourcentage des Ukrainiens dans la population des régions de la RSFSR (recensement de 1979).
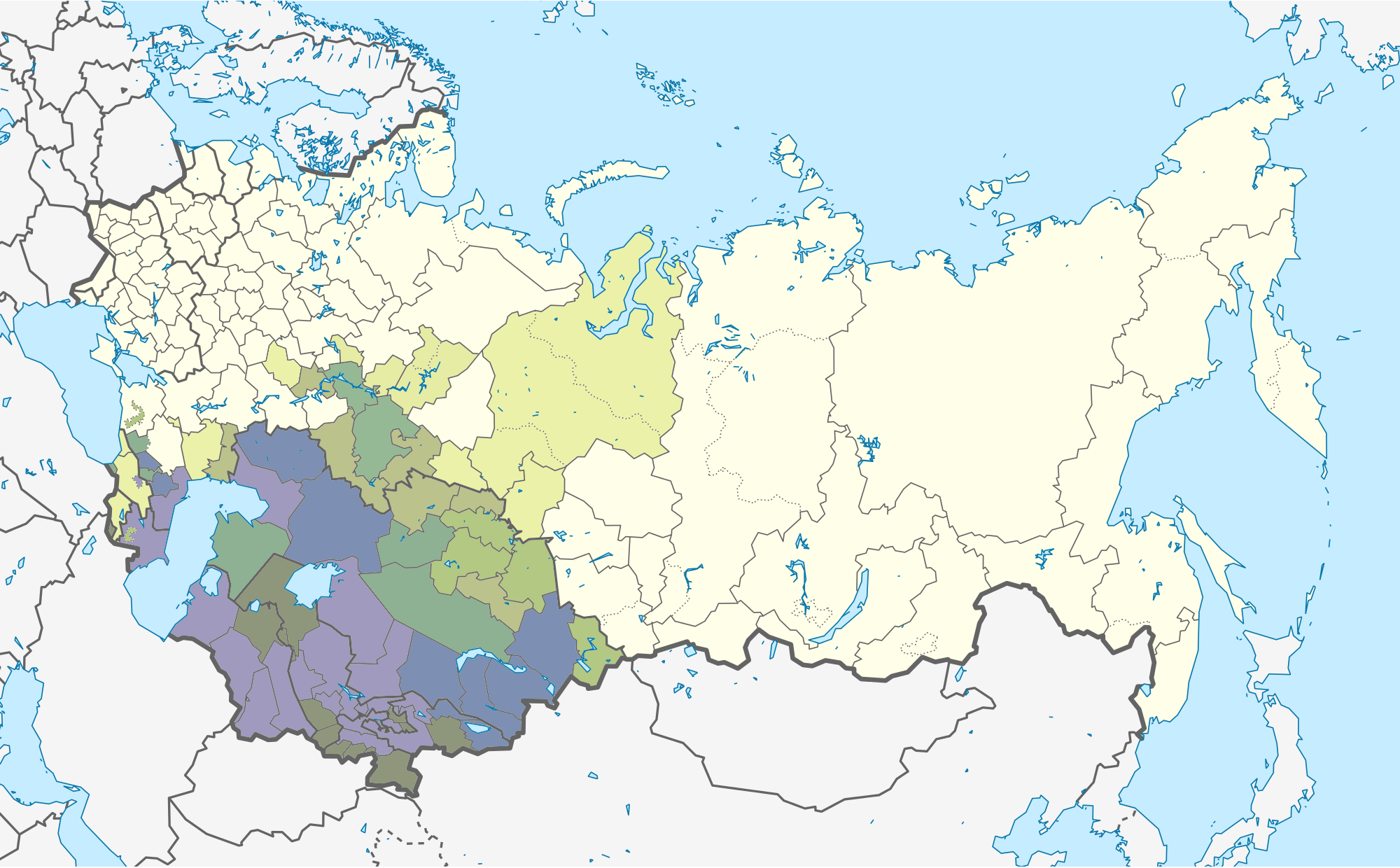
Nombre et pourcentage des musulmans en Union soviétique.

## Arts et culture
L'État soviétique a financé les artistes, mais les a aussi embrigadés dans des unions professionnelles (union des musiciens, union des artistes plastiques, union des artistes scéniques, union des écrivains et des poètes, union des cinéastes et ainsi de suite) : ce système a ensuite été étendu aux autres pays communistes et au XXIe siècle existe toujours en Chine, au Vietnam, en Corée du Nord et à Cuba. La culture soviétique est passée, au cours des 69 années d'existence de l'Union, par plusieurs étapes. Après une période initiale de relative liberté de création artistique dans la première partie des années 1920, l'État soviétique a institué une stricte censure et promu un seul et unique courant : le « réalisme socialiste », voué à la propagande politique appelée « éducation des masses ».

## Codes
L'Union soviétique a pour codes :
- SU, selon la liste des codes internationaux des plaques minéralogiques ;
- .su (toujours en usage), selon la liste des Internet TLD (Top level domain) ;
- URS, selon la liste des codes pays du CIO, code inusité maintenant ;
- SU et SUN, selon la norme ISO 3166-1 (liste des codes pays), codes retirés de la norme en 1992[79].